# Biserica de lemn de la Schitul Păltiniș

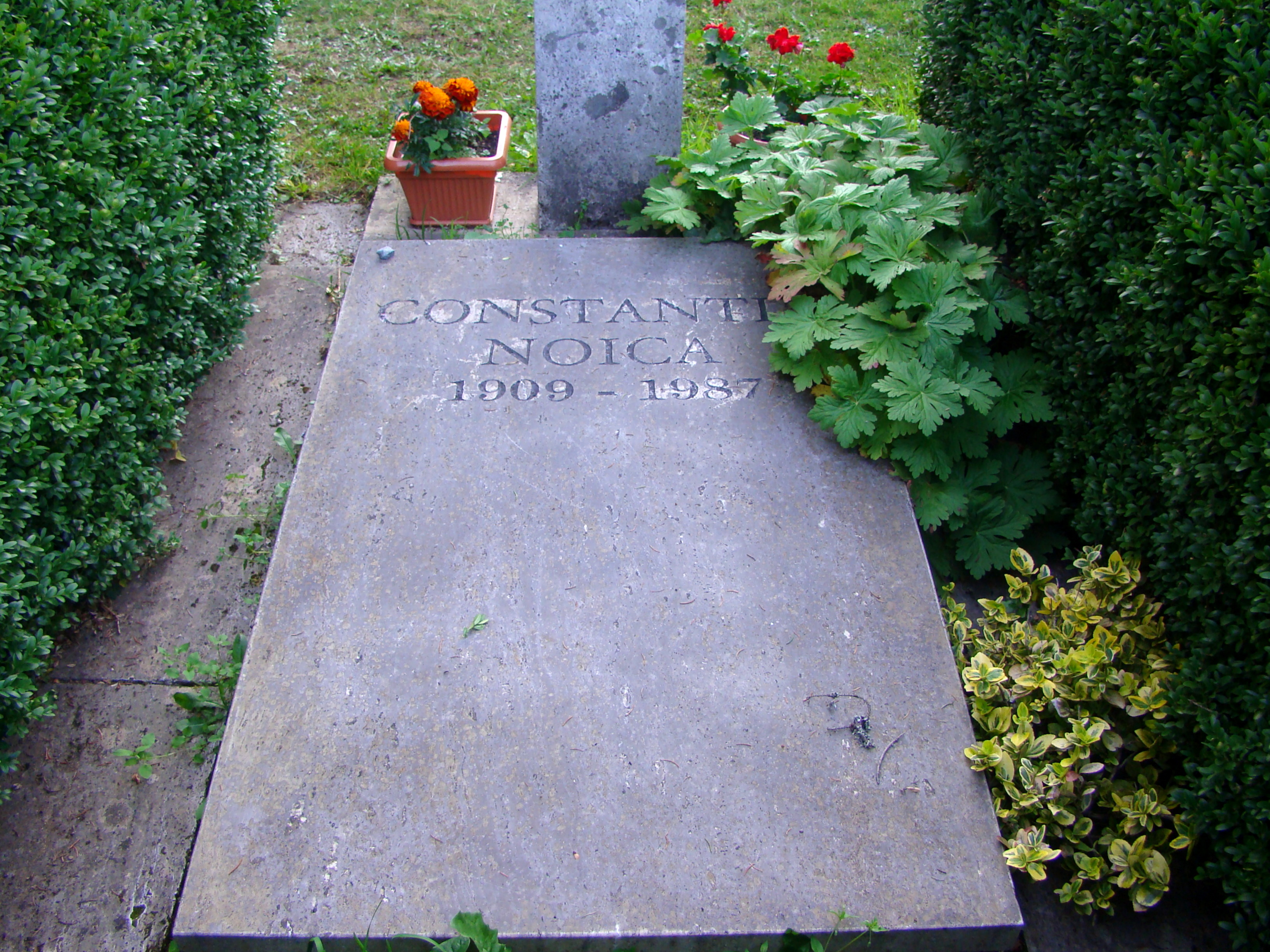
Mormântul lui Constantin Noica

Biserica de lemn de la Schitul Păltiniș este ctitorită de Mitropolitul Nicolae Bălan. Are hramul „Schimbarea la Față".

## Istoric și trăsături
Situată la 1350 m altitudine, la intrarea în stațiunea montană Păltiniș, biserica de lemn cu hramul „Schimbarea la Față a Domnului" a fost ctitorită între anii 1925-1927.Este construită din lemn de brad și acoperită cu șindrilă, în stilul vechilor biserici de lemn din Transilvania. Biserica și clădirile principale ale schitului au fost ridicate de către un grup de mesteri din Rășinari, sub îndrumarea unui arhitect. Clopotnița exterioară, aflată lângă biserică, adăpostește două clopote din bronz, turnate în anul 1927 la fosta fabrică „Schact-Kantz”, o toacă din lemn și una din metal. Iconostasul a fost pictat de pictorul Constantin Vasilescu între anii 1944 și 1945. În anul 1975, în timpul mitropolitului Nicolae Mladin, au fost începute lucrările de restaurare a bisericii, continuate în anul 1982 sub îndrumarea și supravegherea mitropolitului Antonie Plămădeală. Fresca ce îmbracă interiorul lăcașului de cult este opera lui Ovidiu Preoțescu din anul 1985.
Lângă biserică se află mormântul filozofului Constantin Noica, ce și-a trăit ultimii 13 ani din viață la Păltiniș. A fost înmormântat la Schitul Păltiniș la 6 decembrie 1987, slujba înmormântării fiind celebrată de IPS Antonie Plămădeală.

## Biserica de lemn

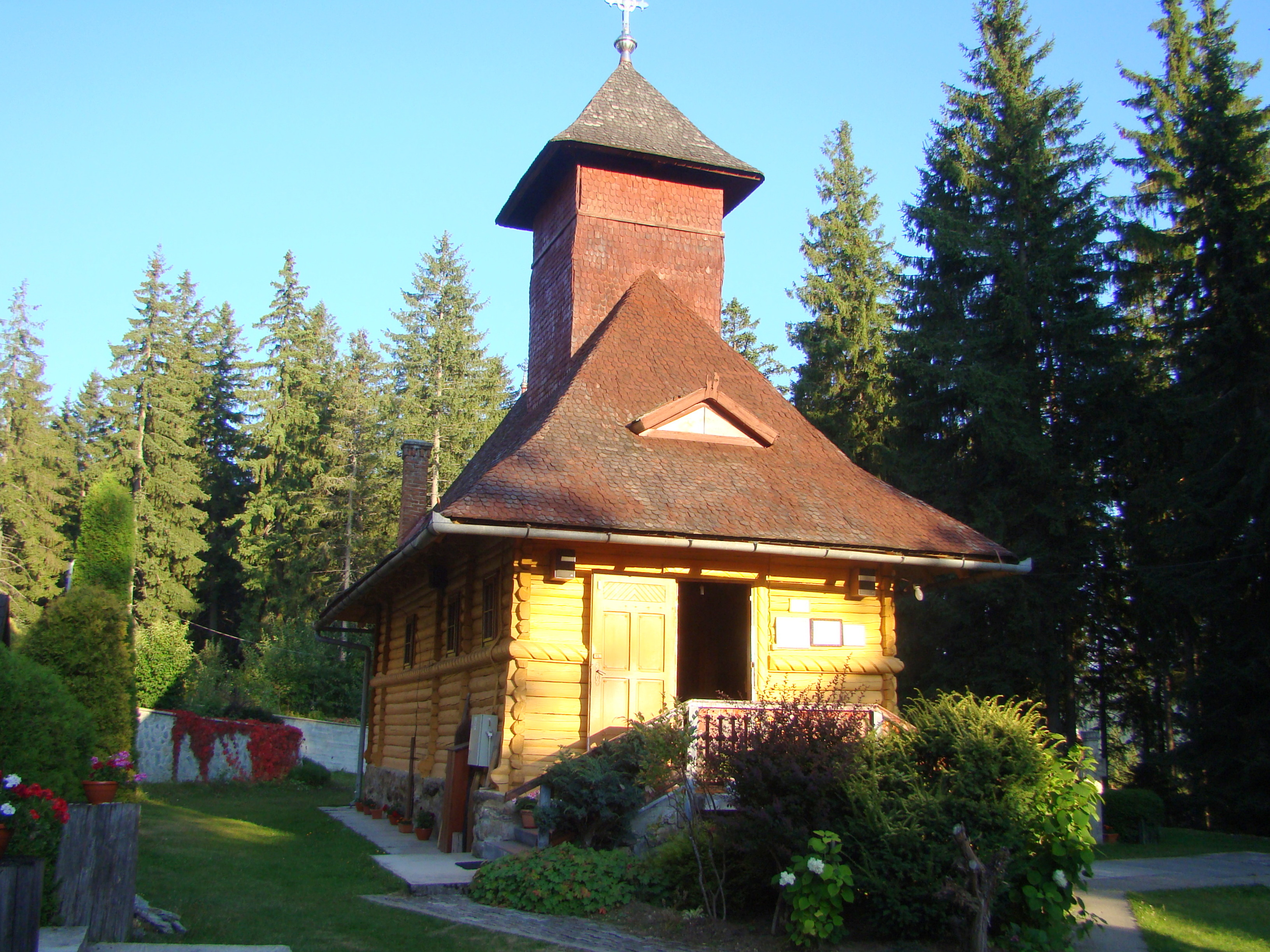
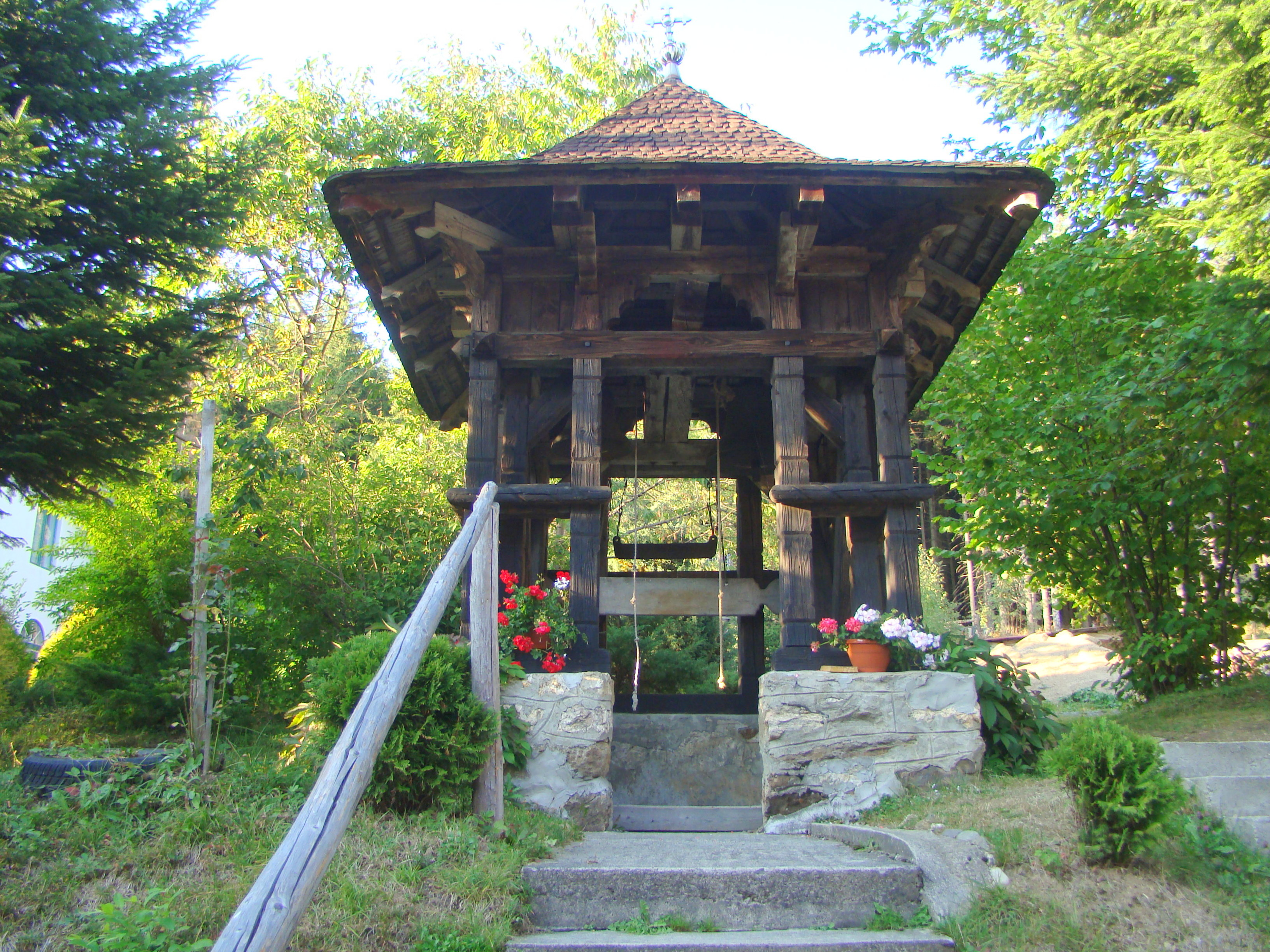
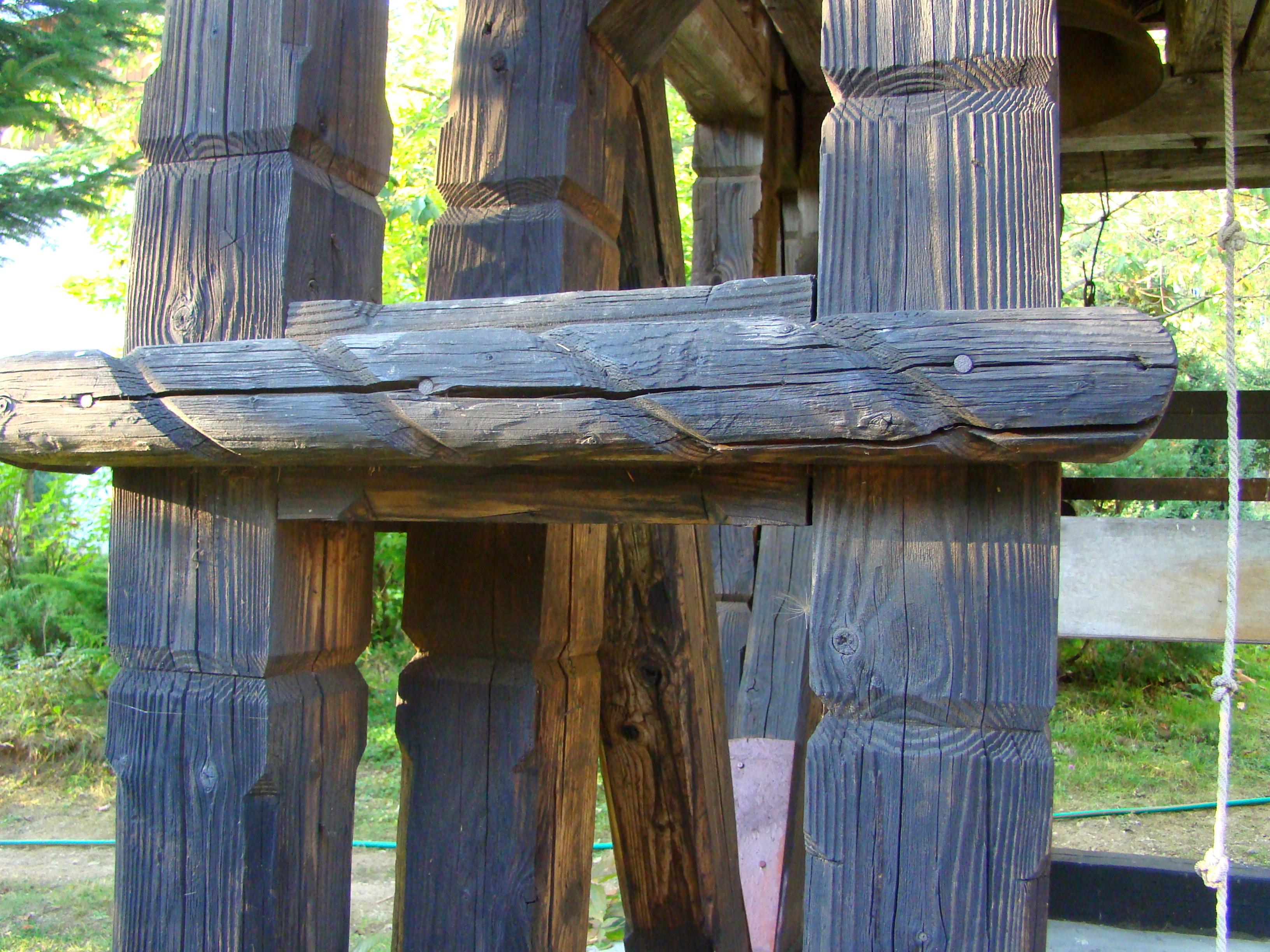
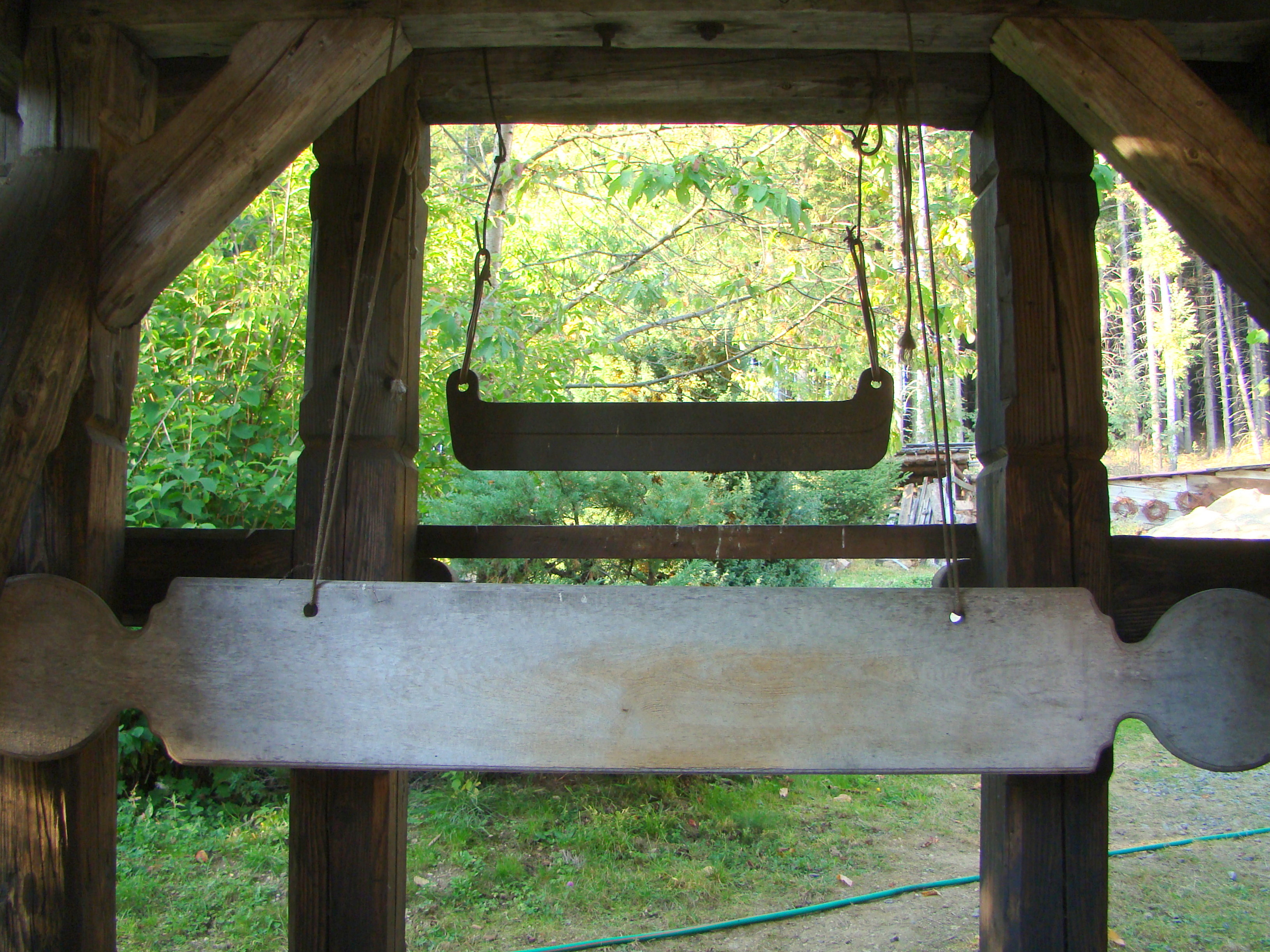
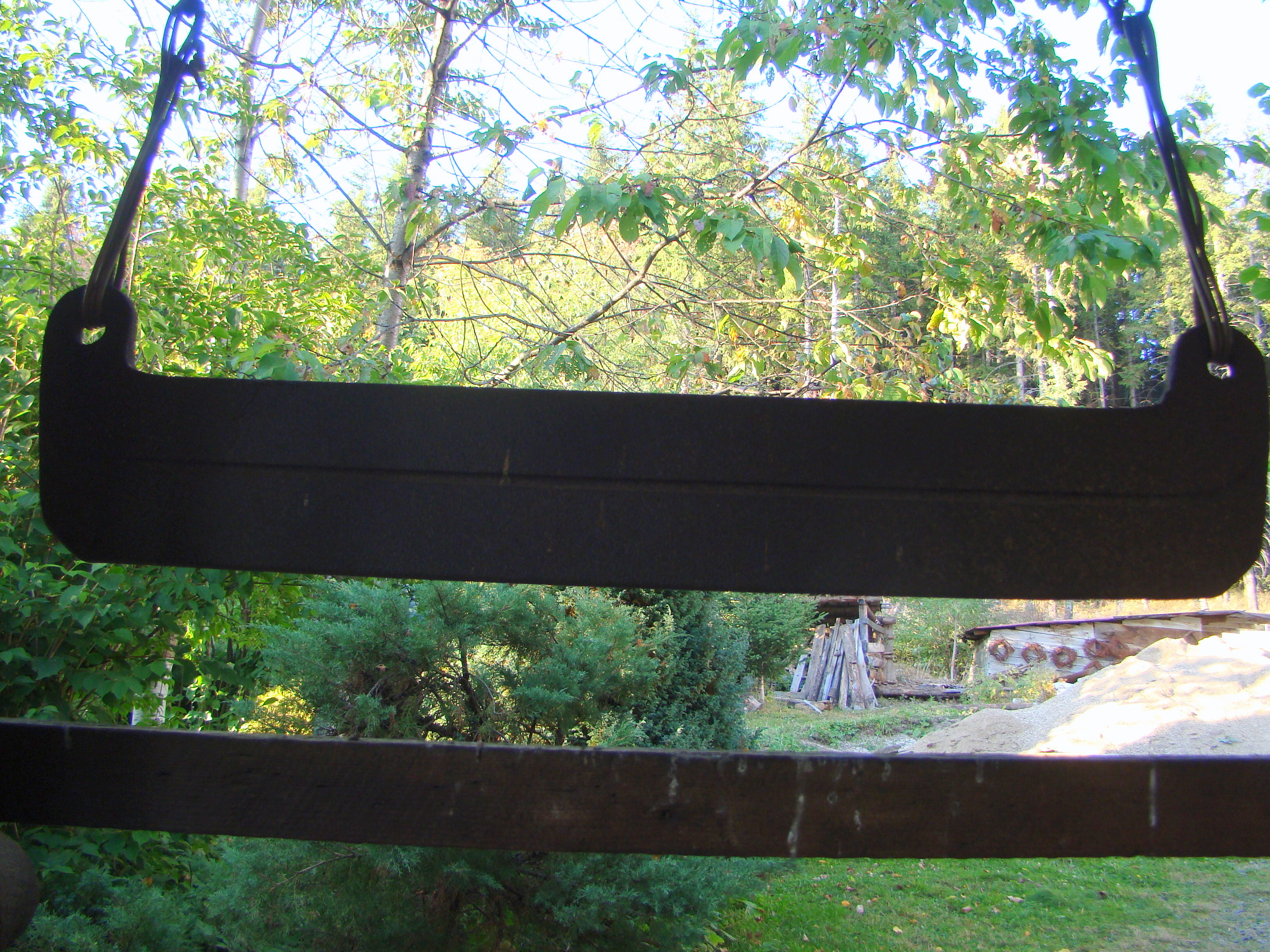
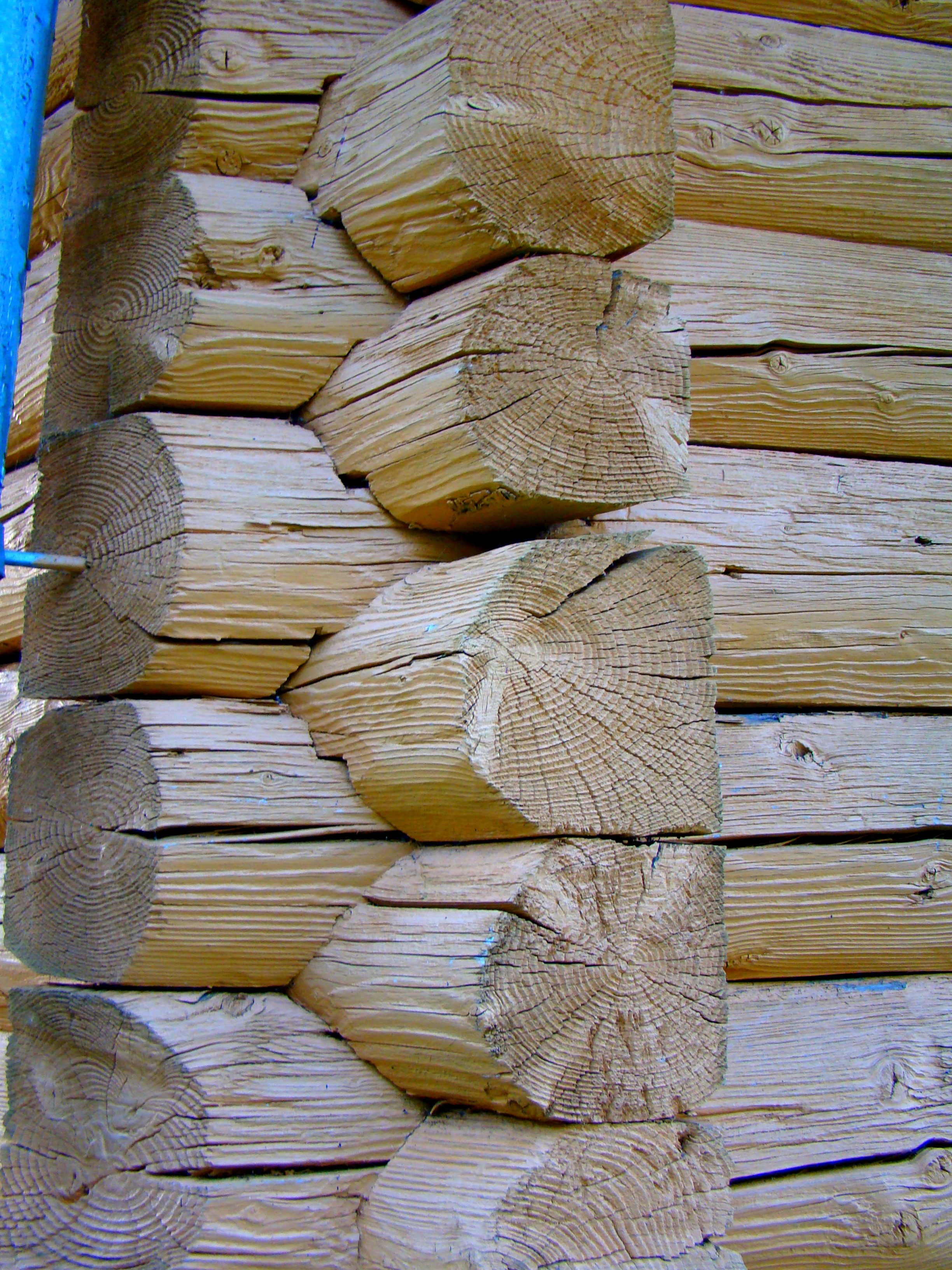
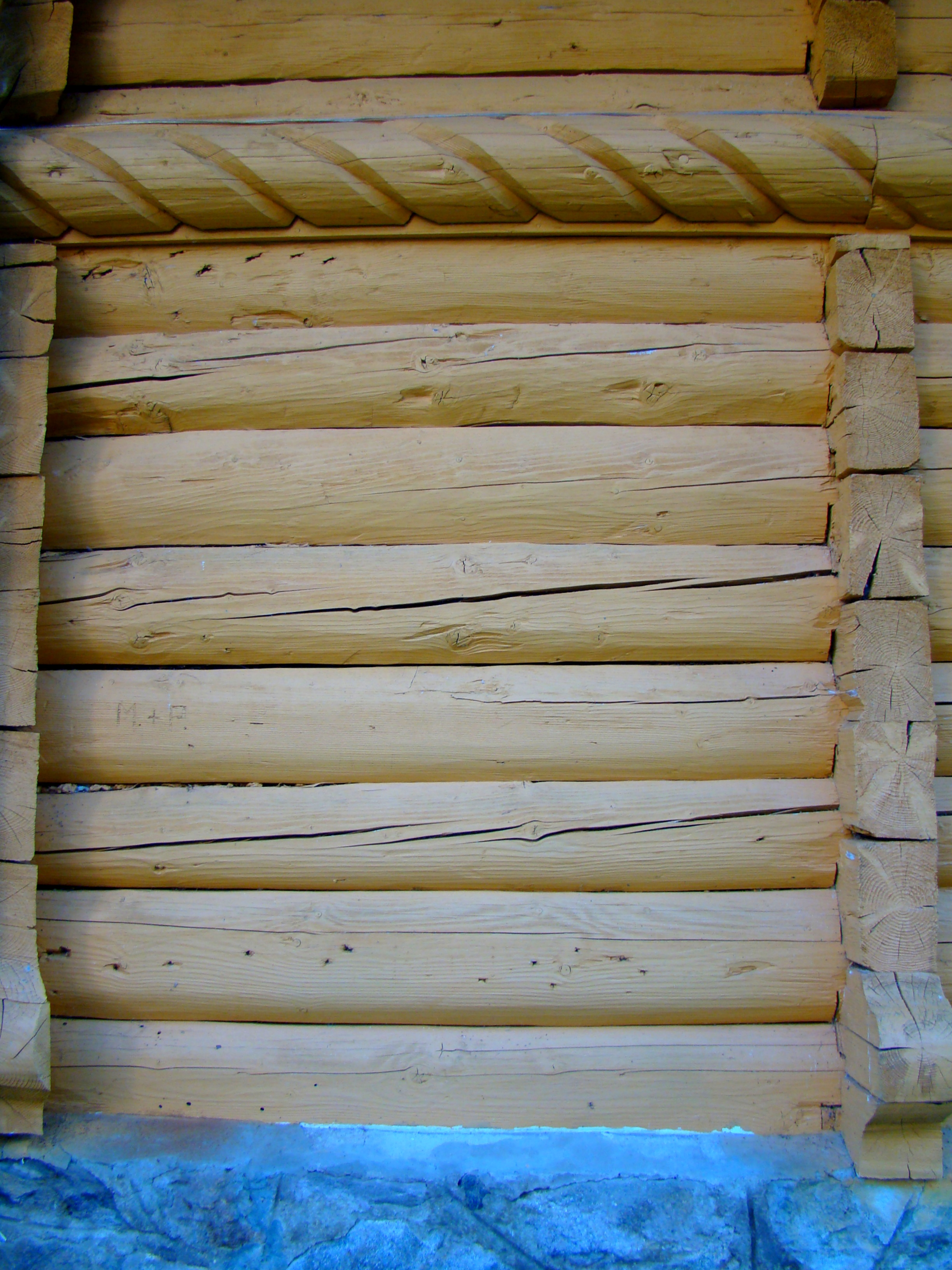
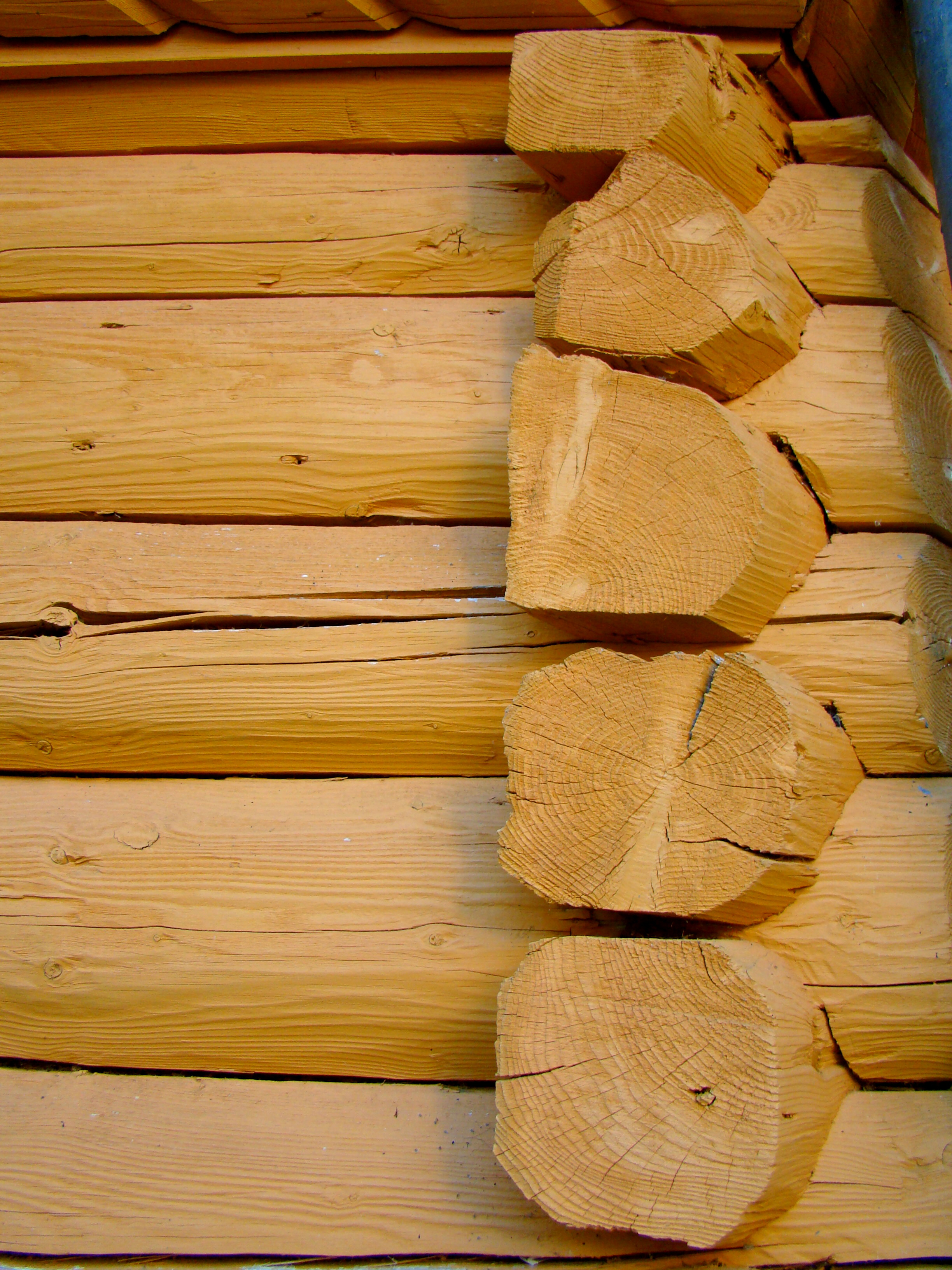
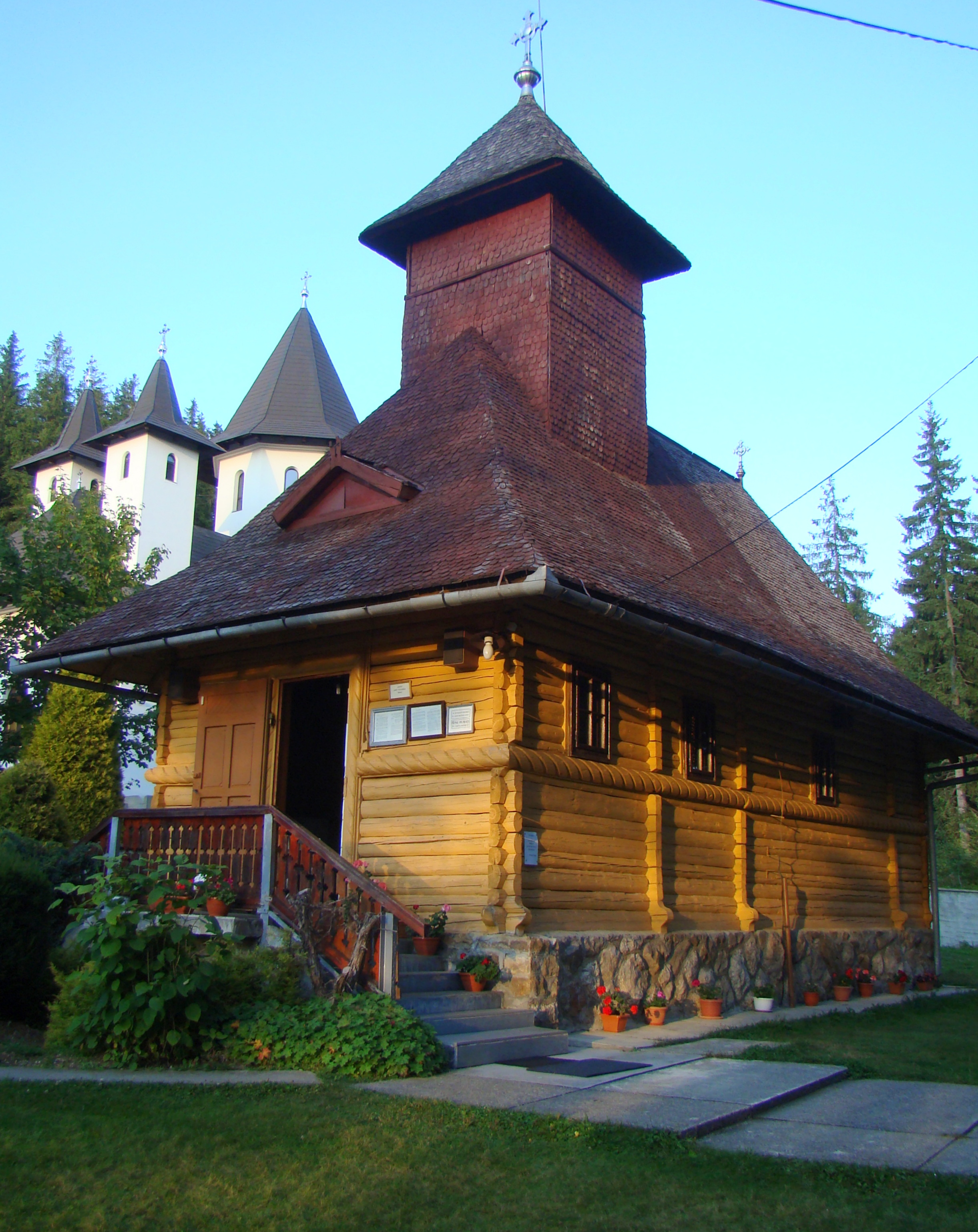
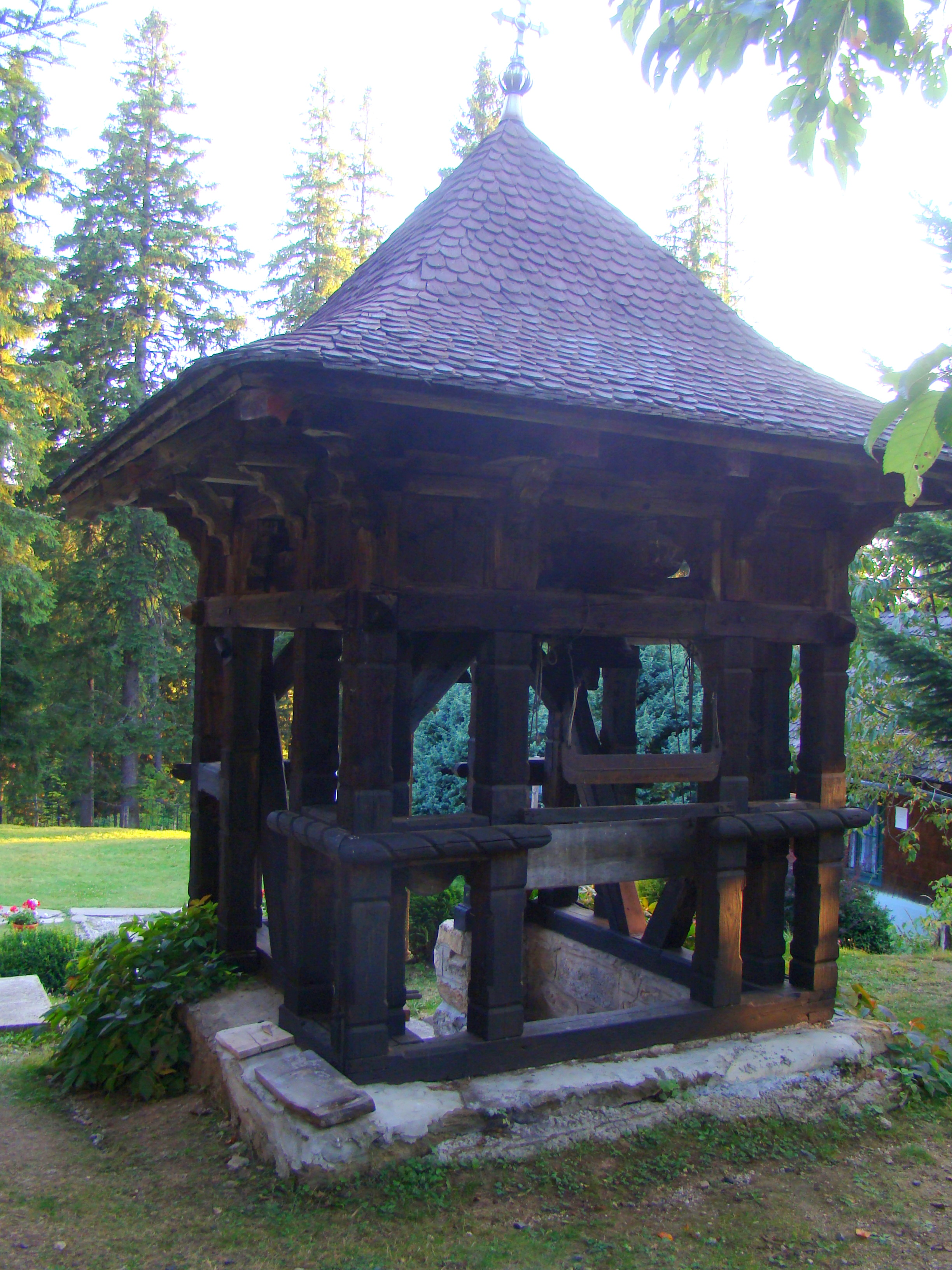
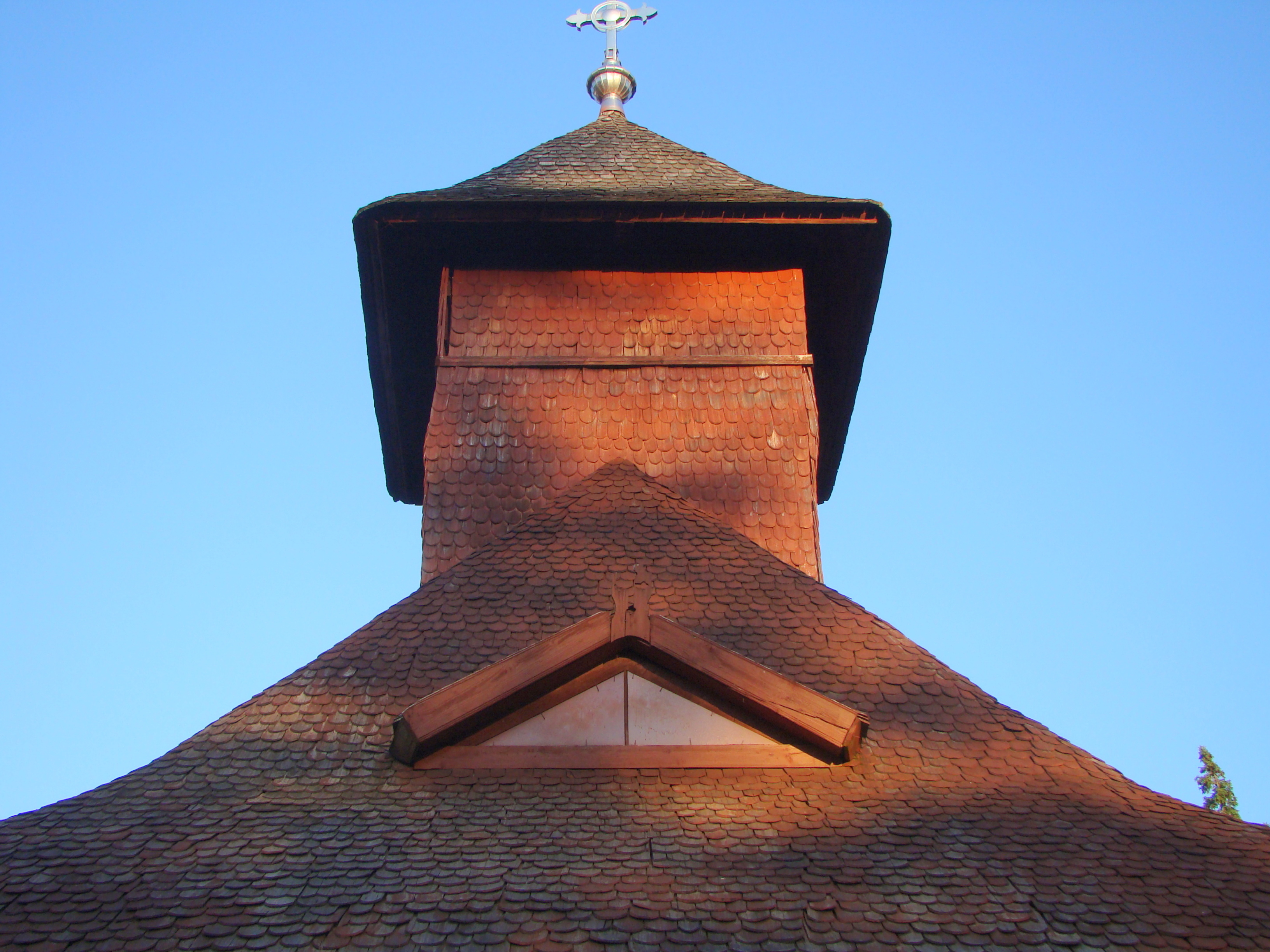
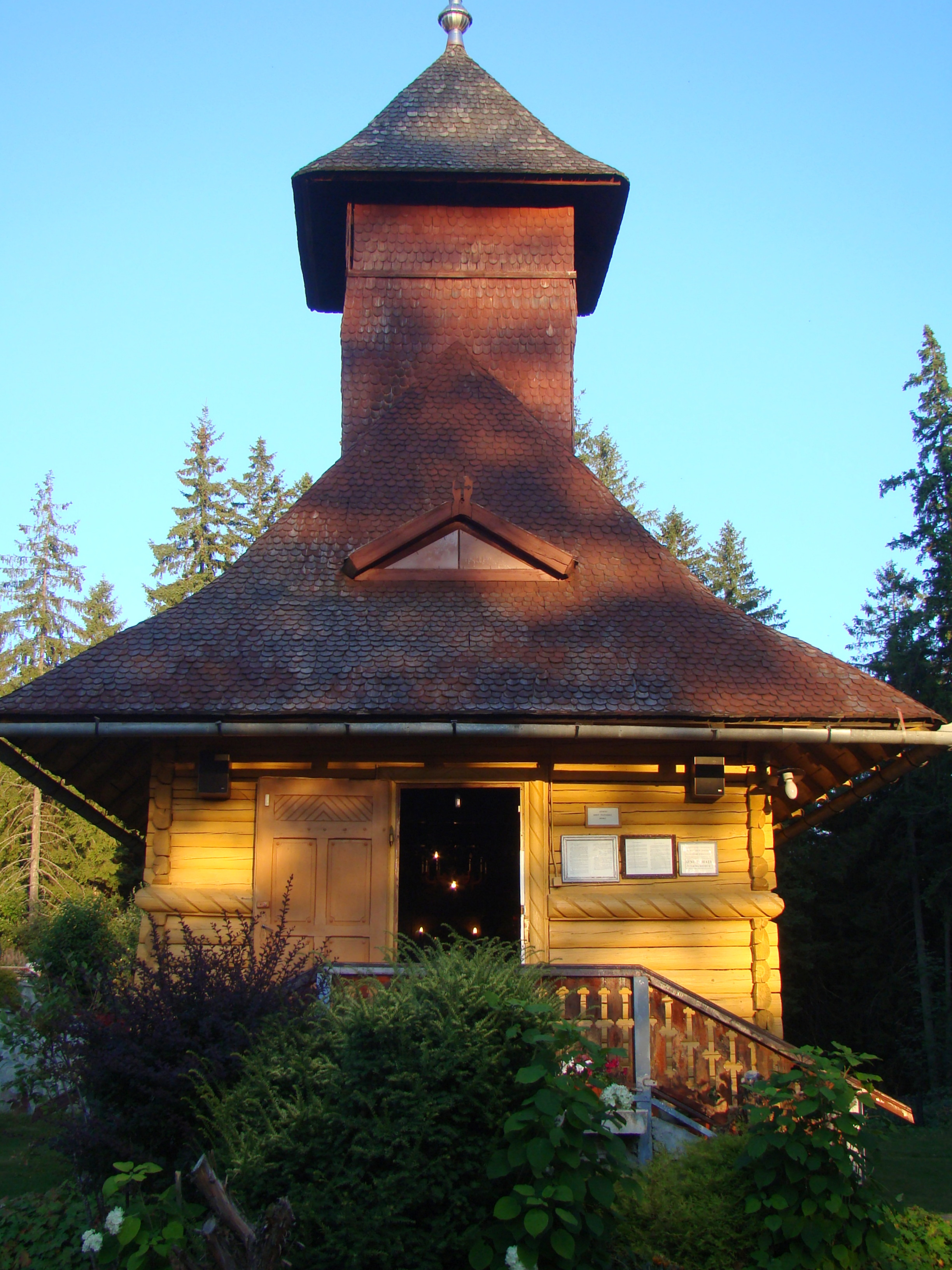
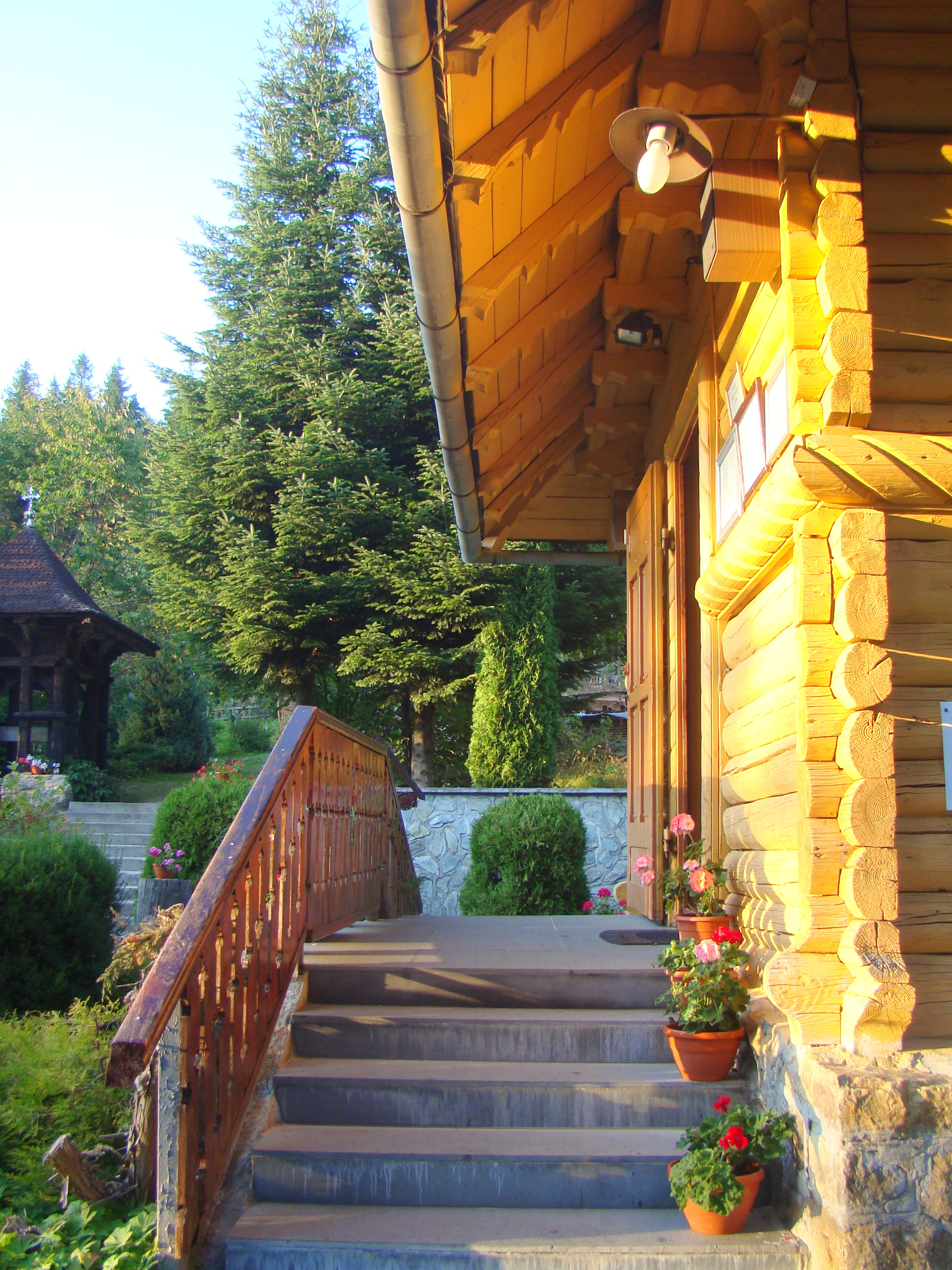
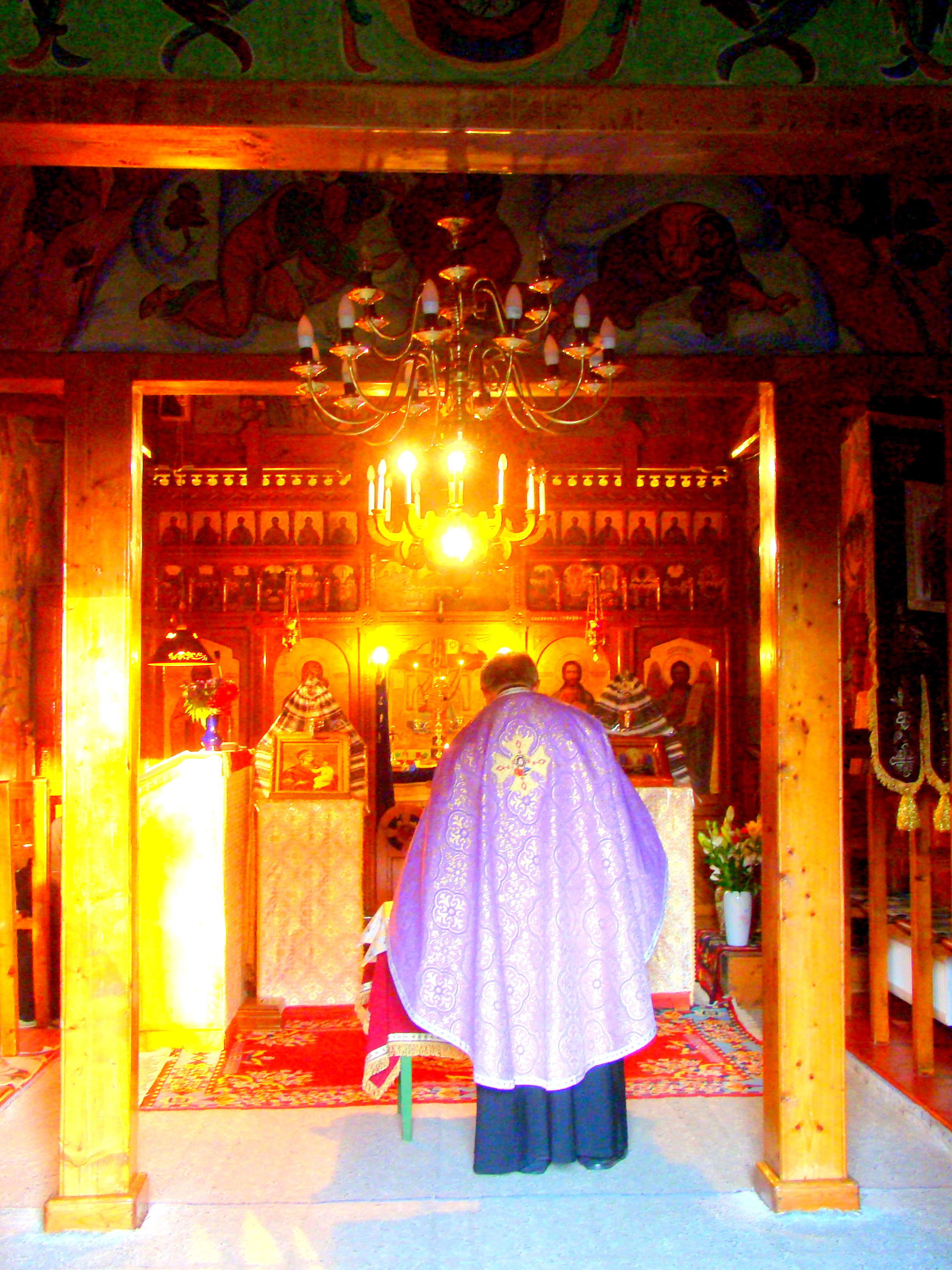
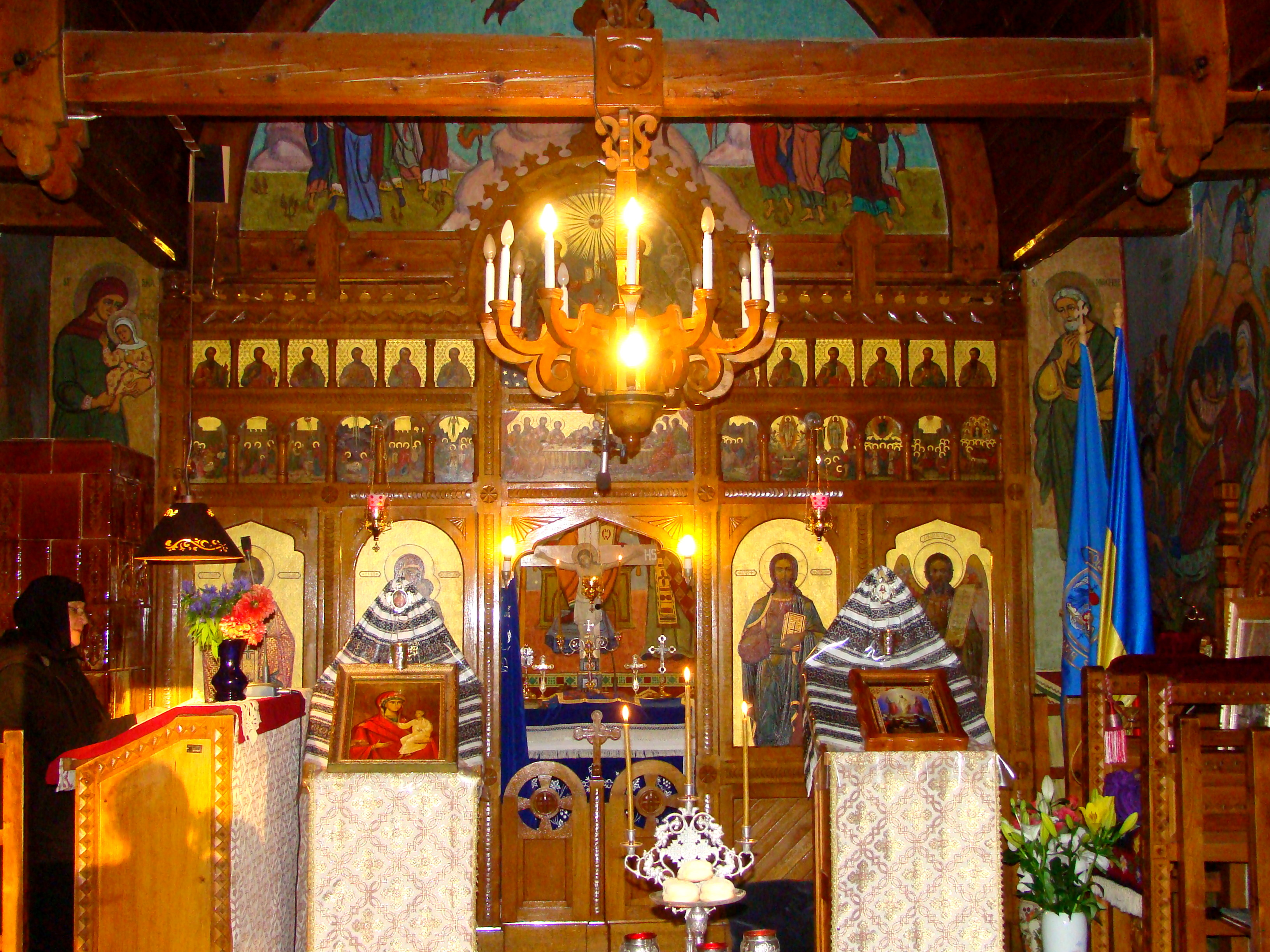
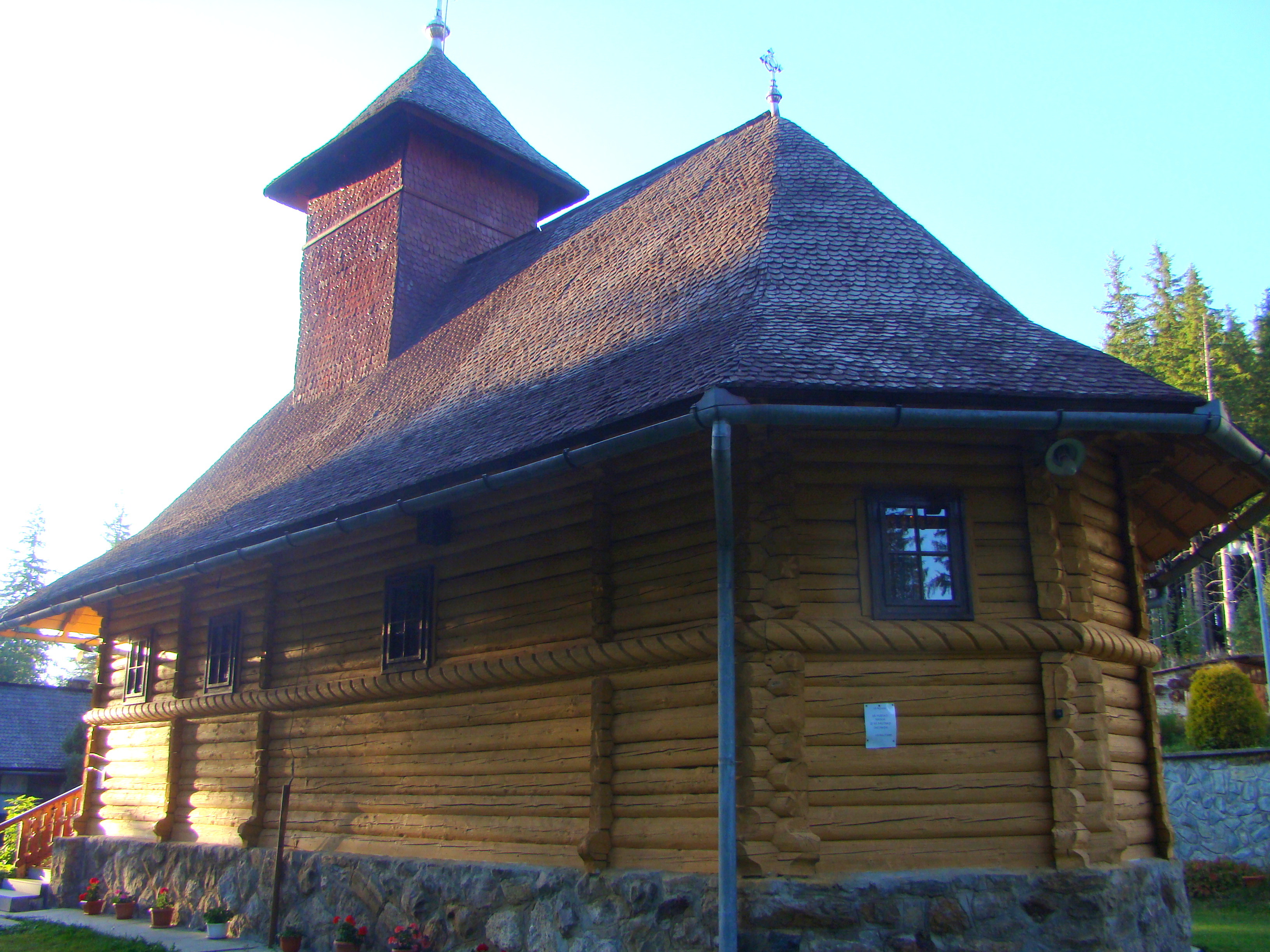
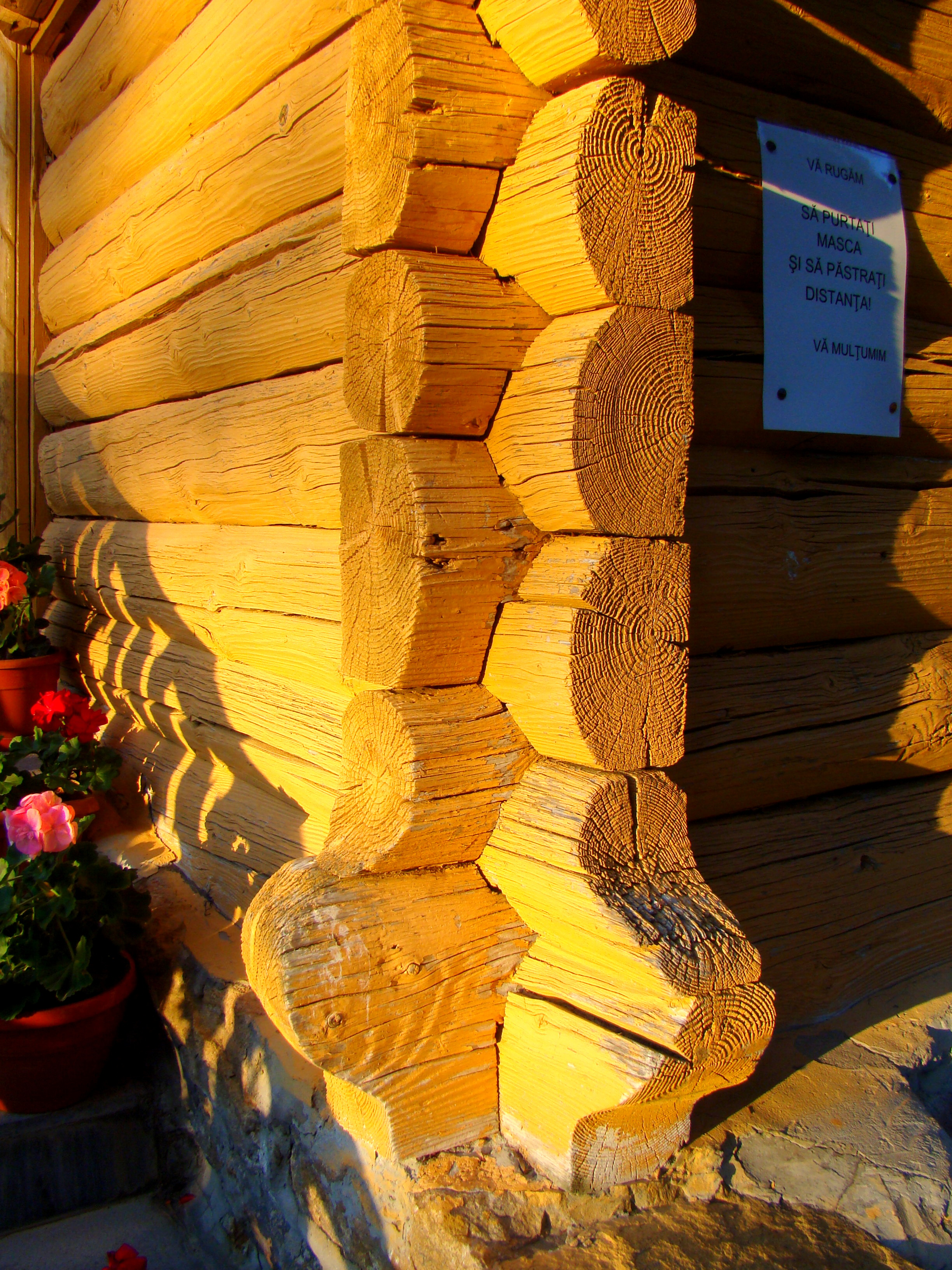
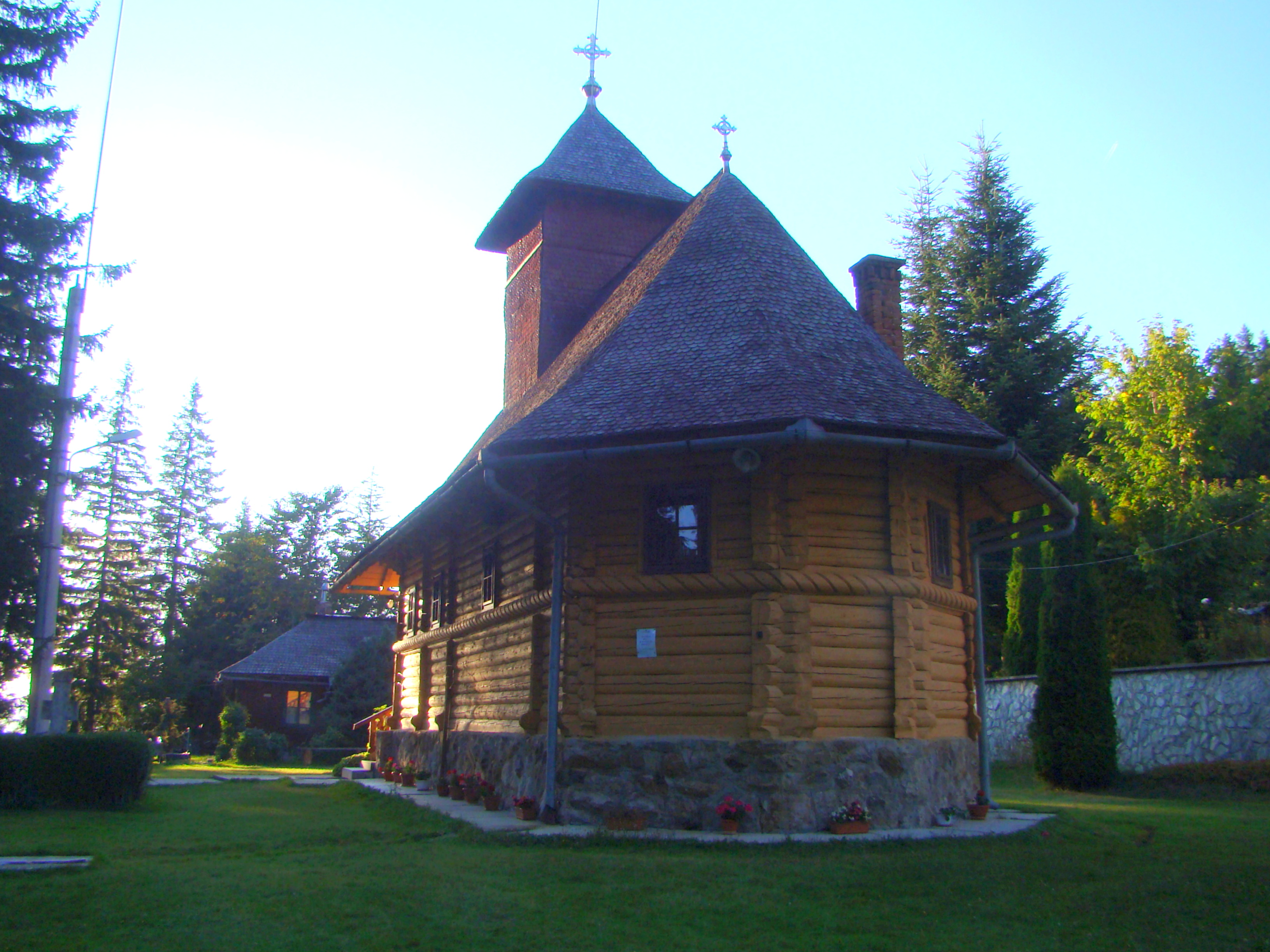
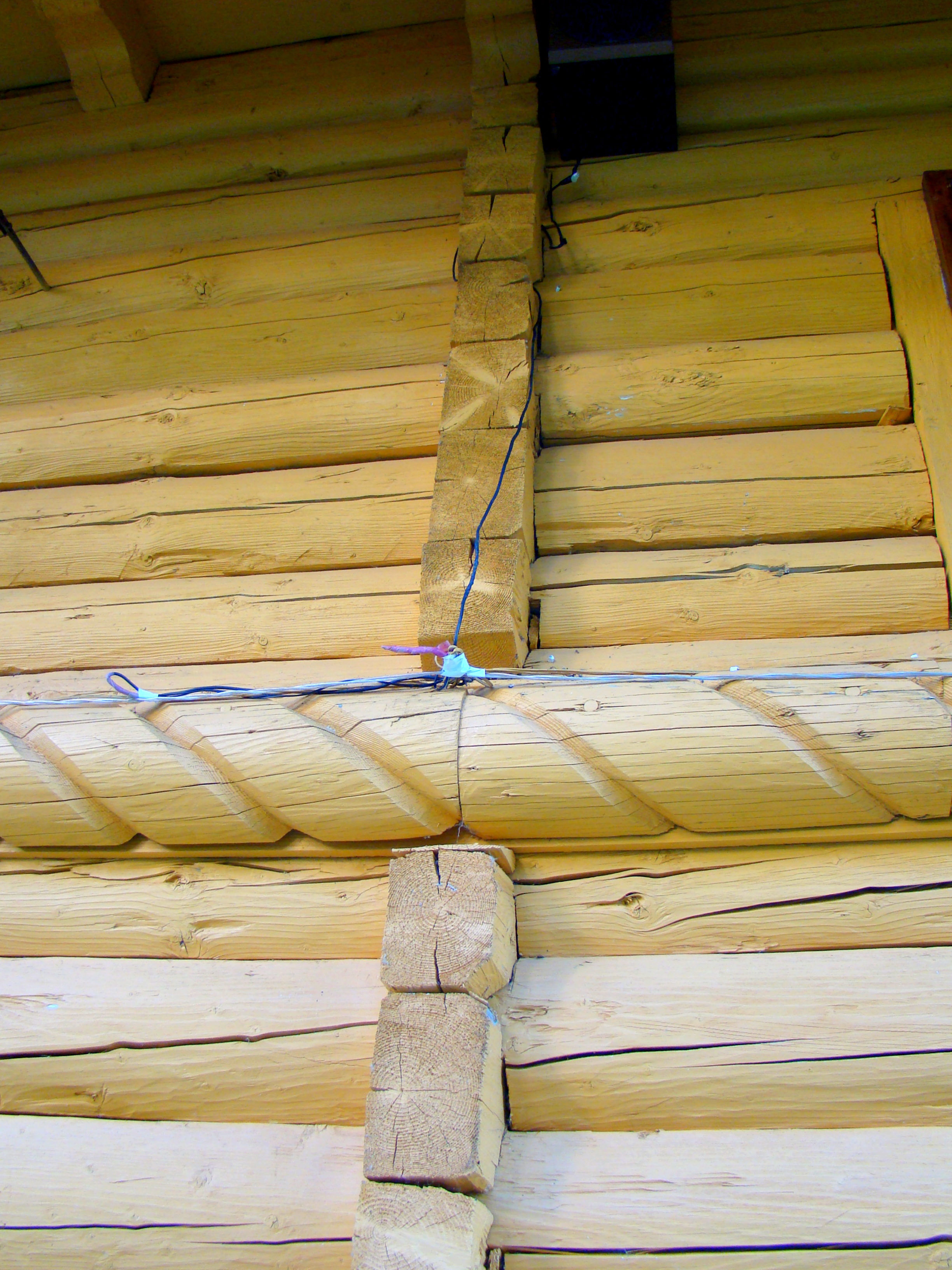
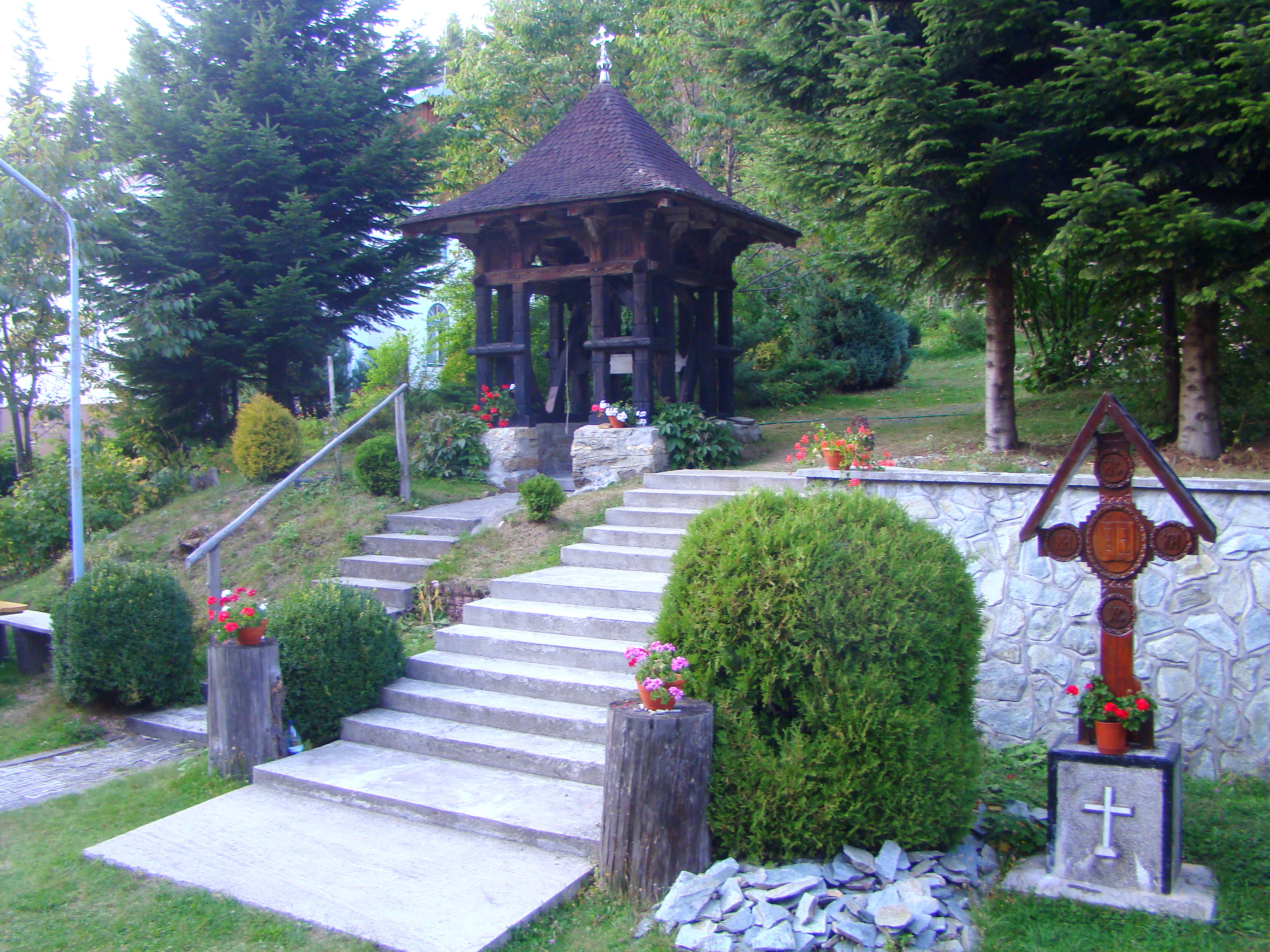

## Mormântul lui Constantin Noica

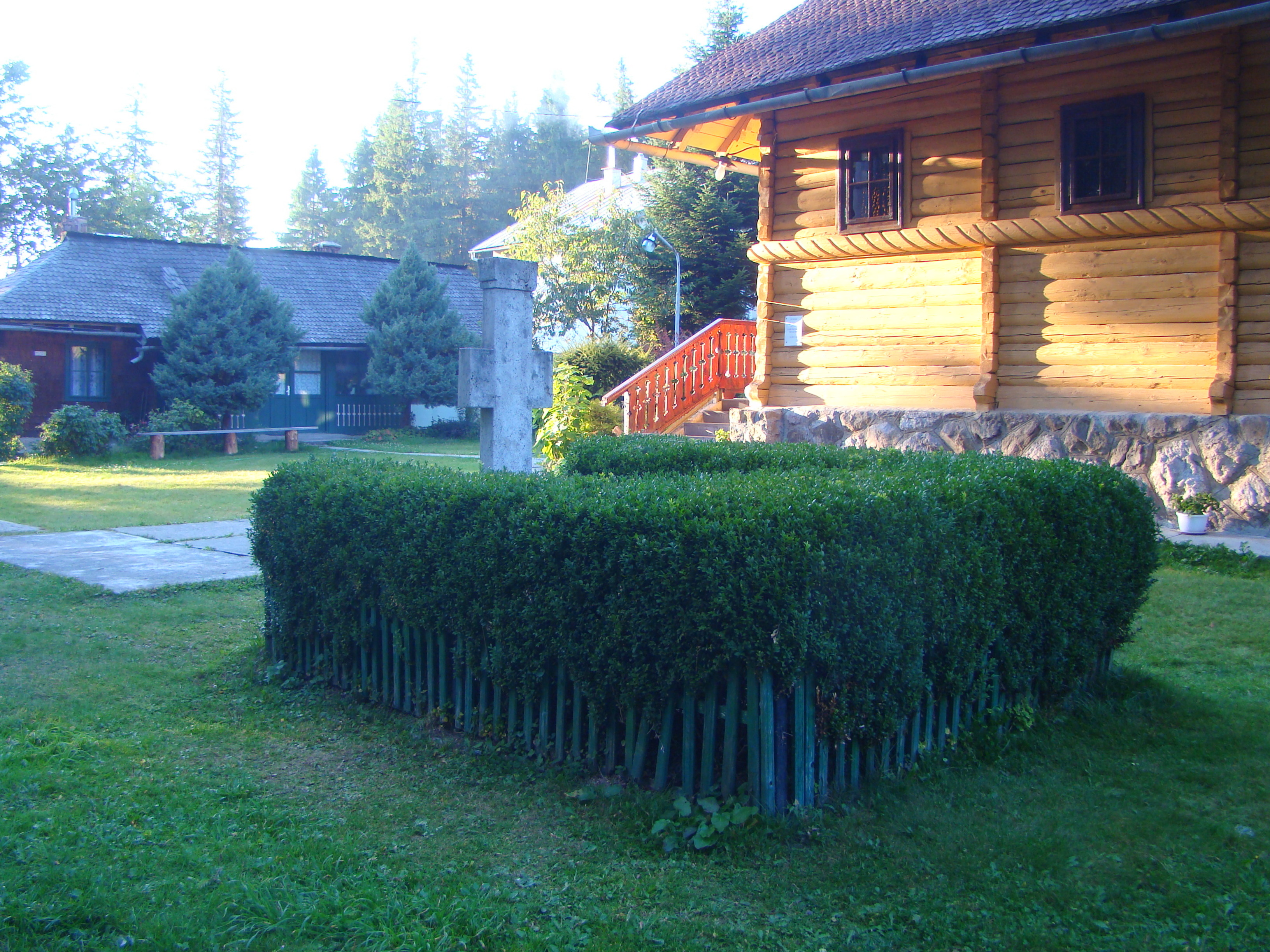
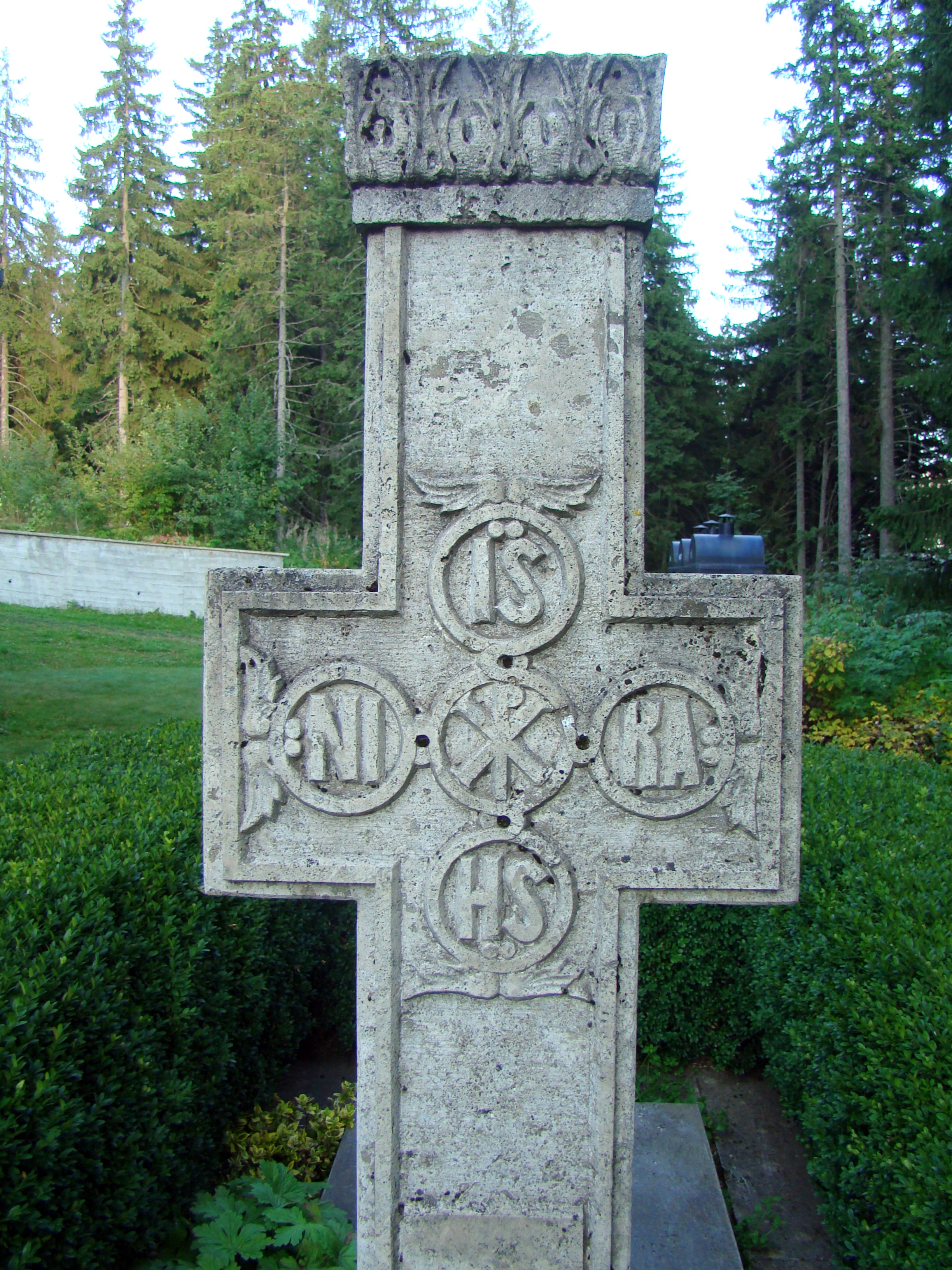
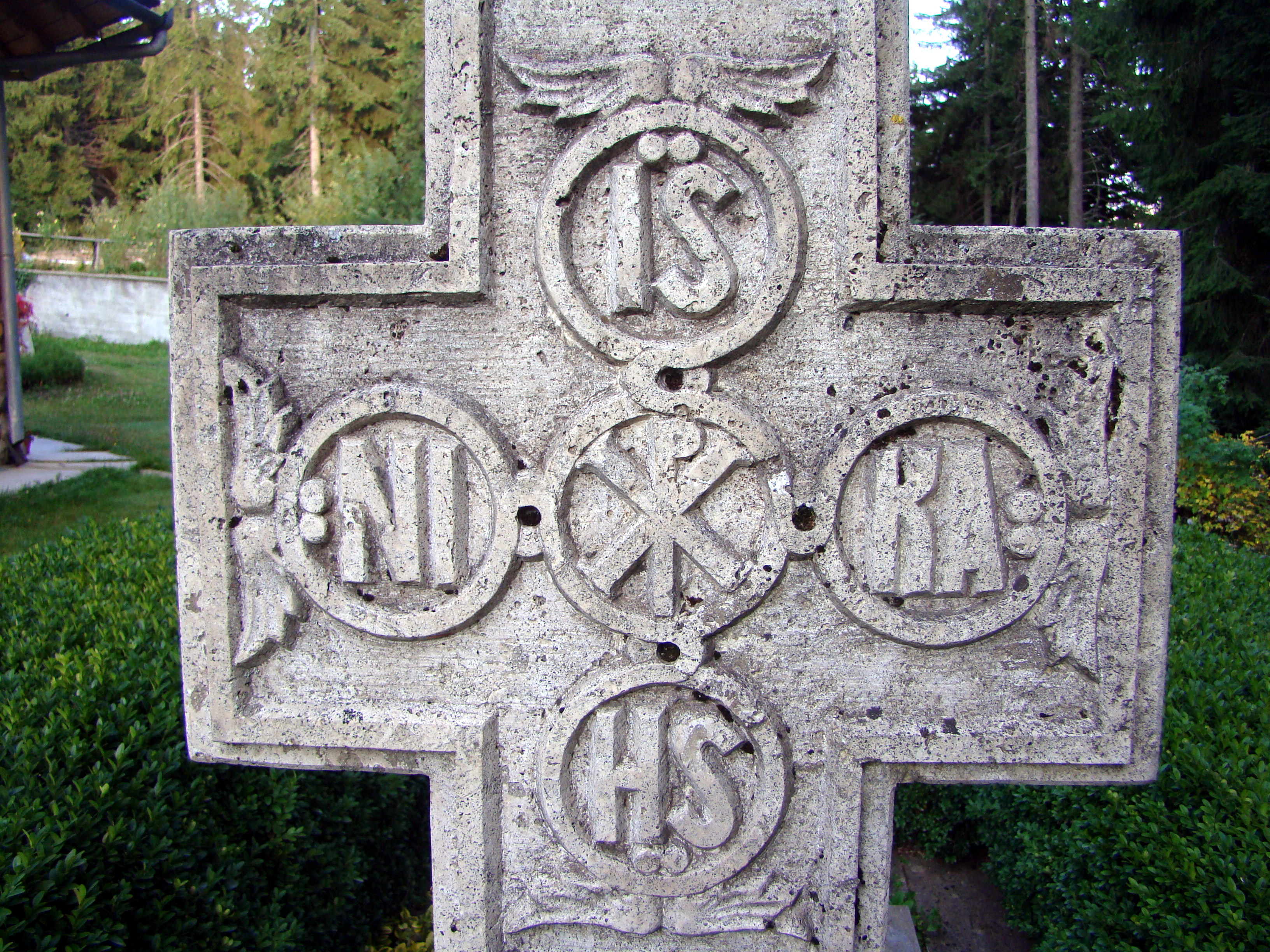
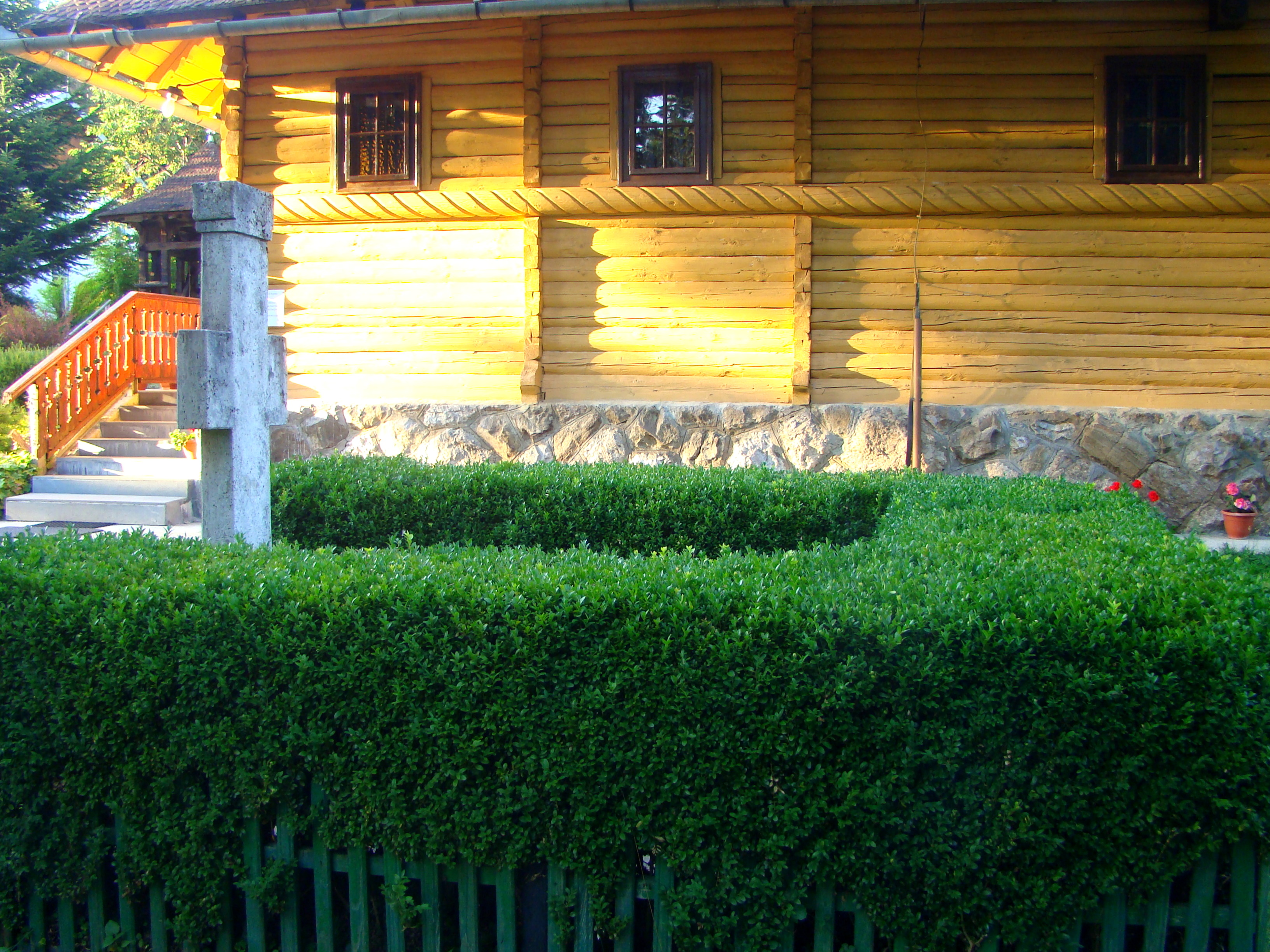
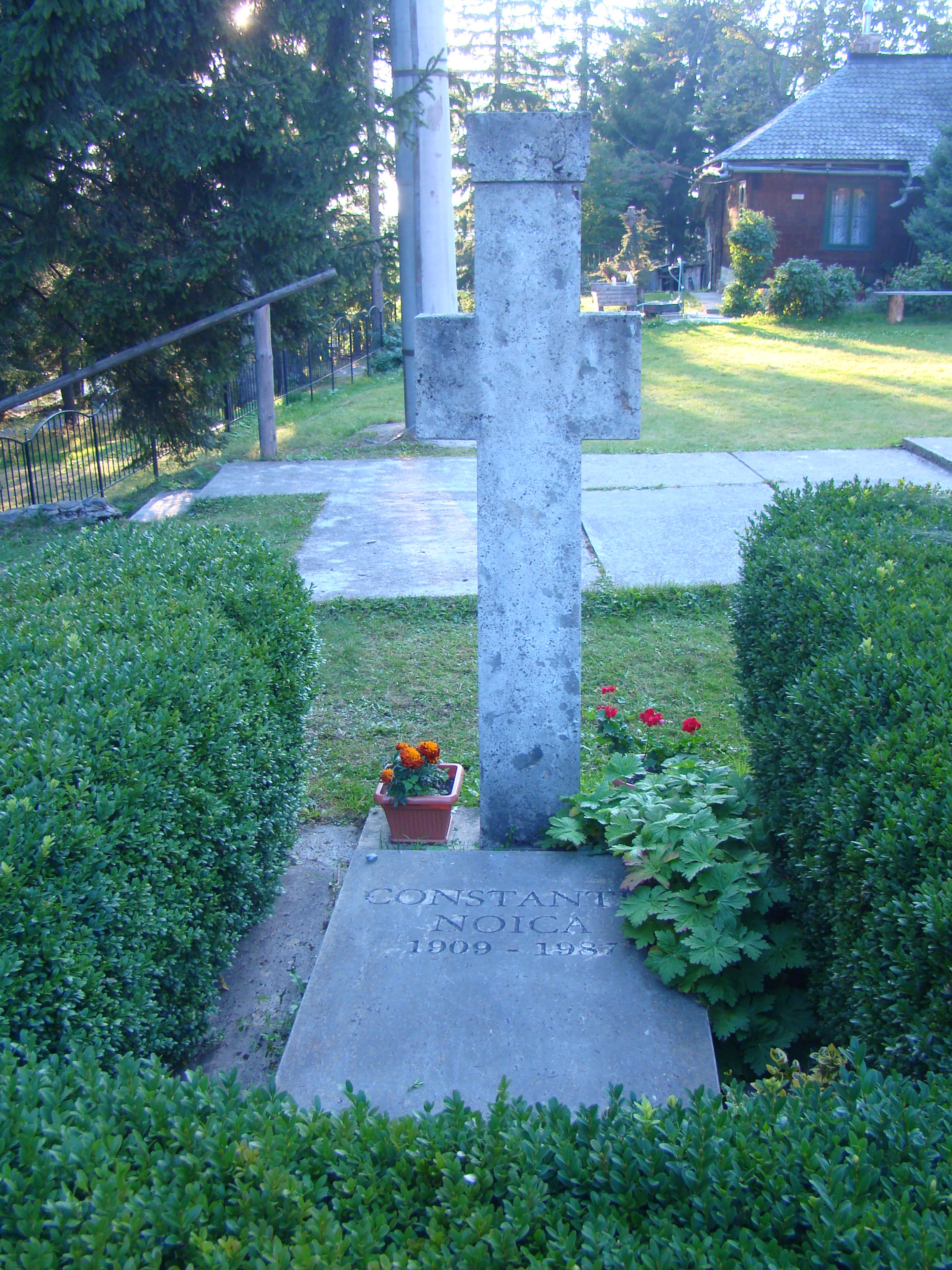
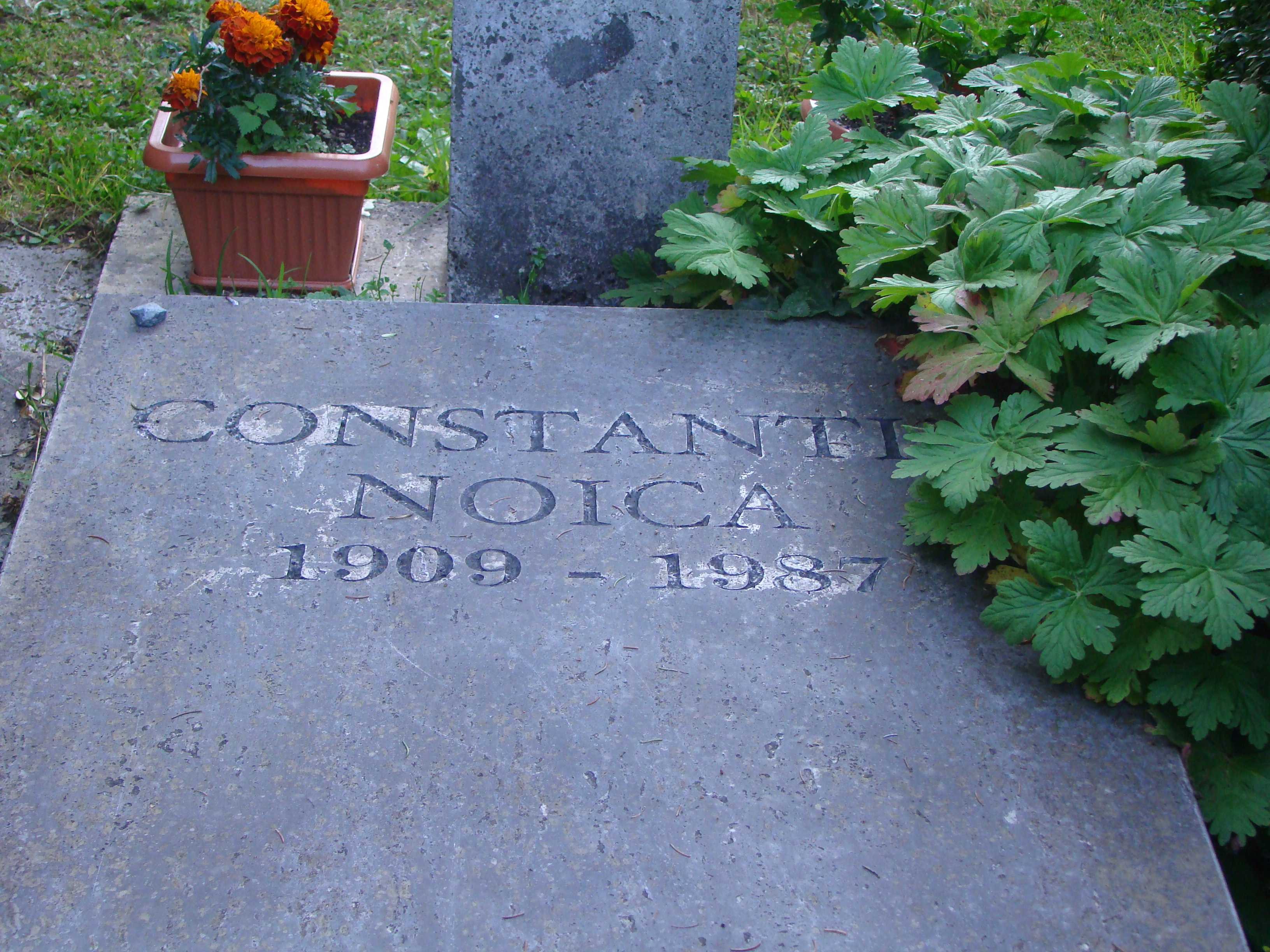
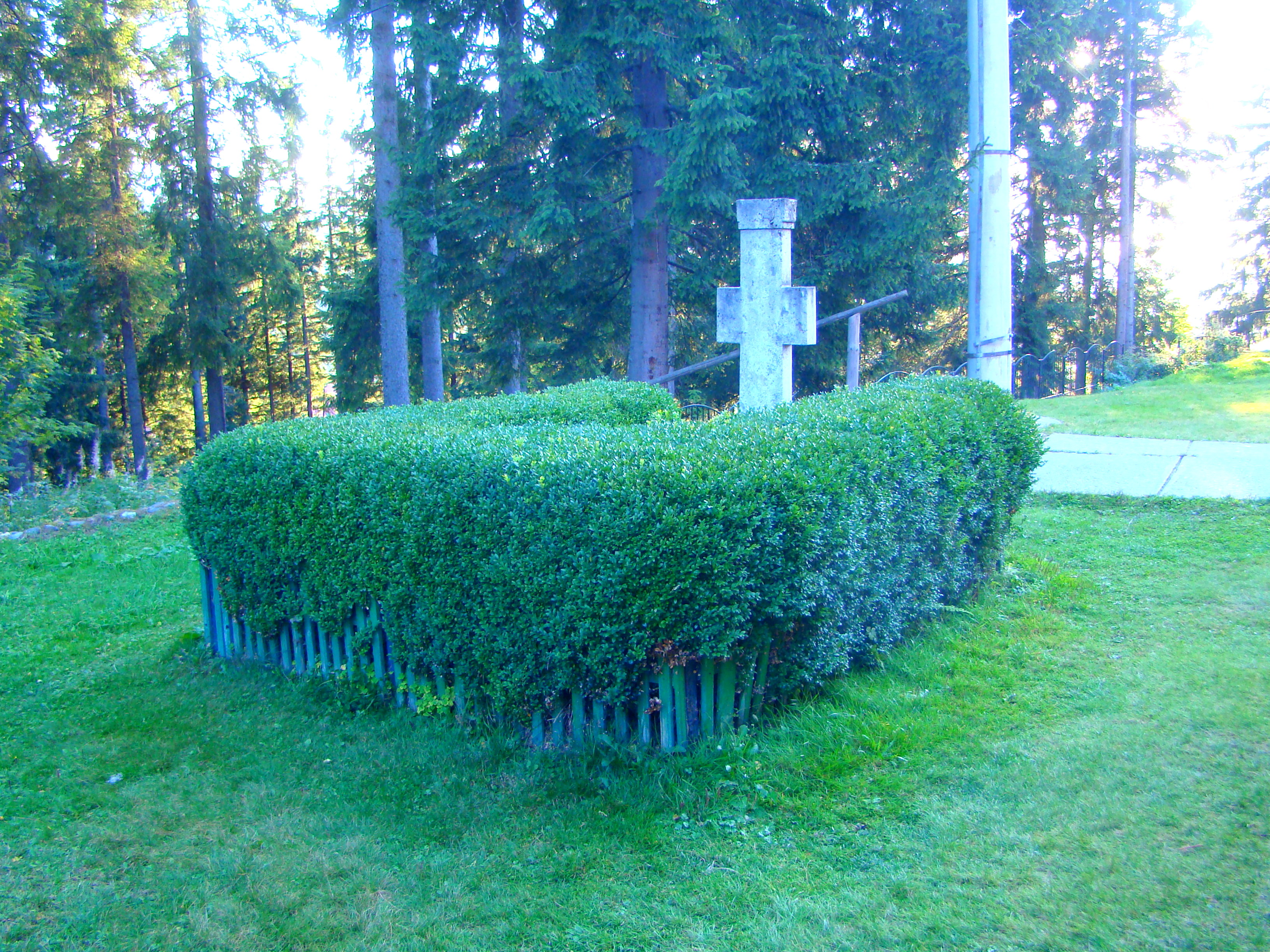

## Schitul Păltiniș

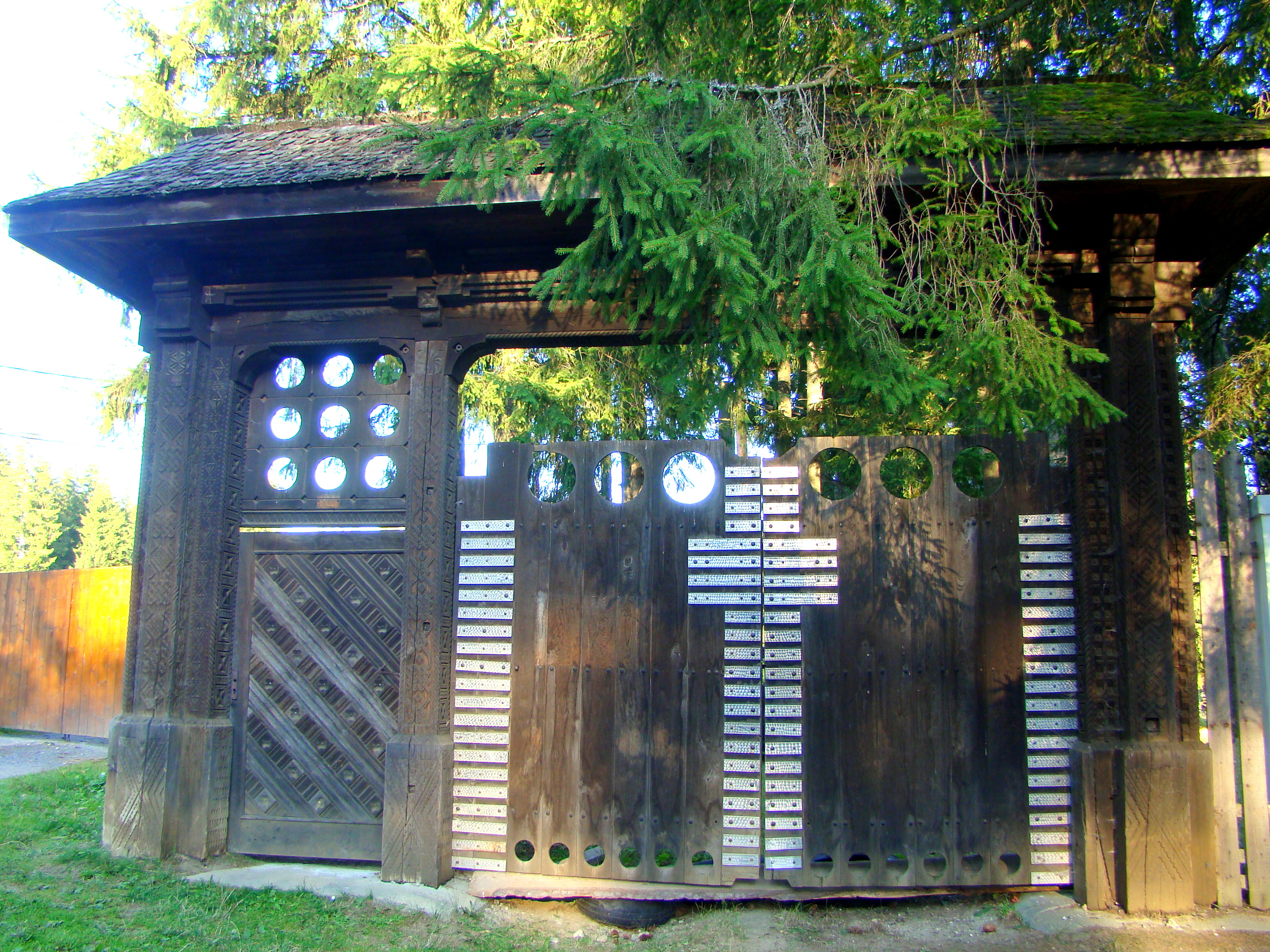
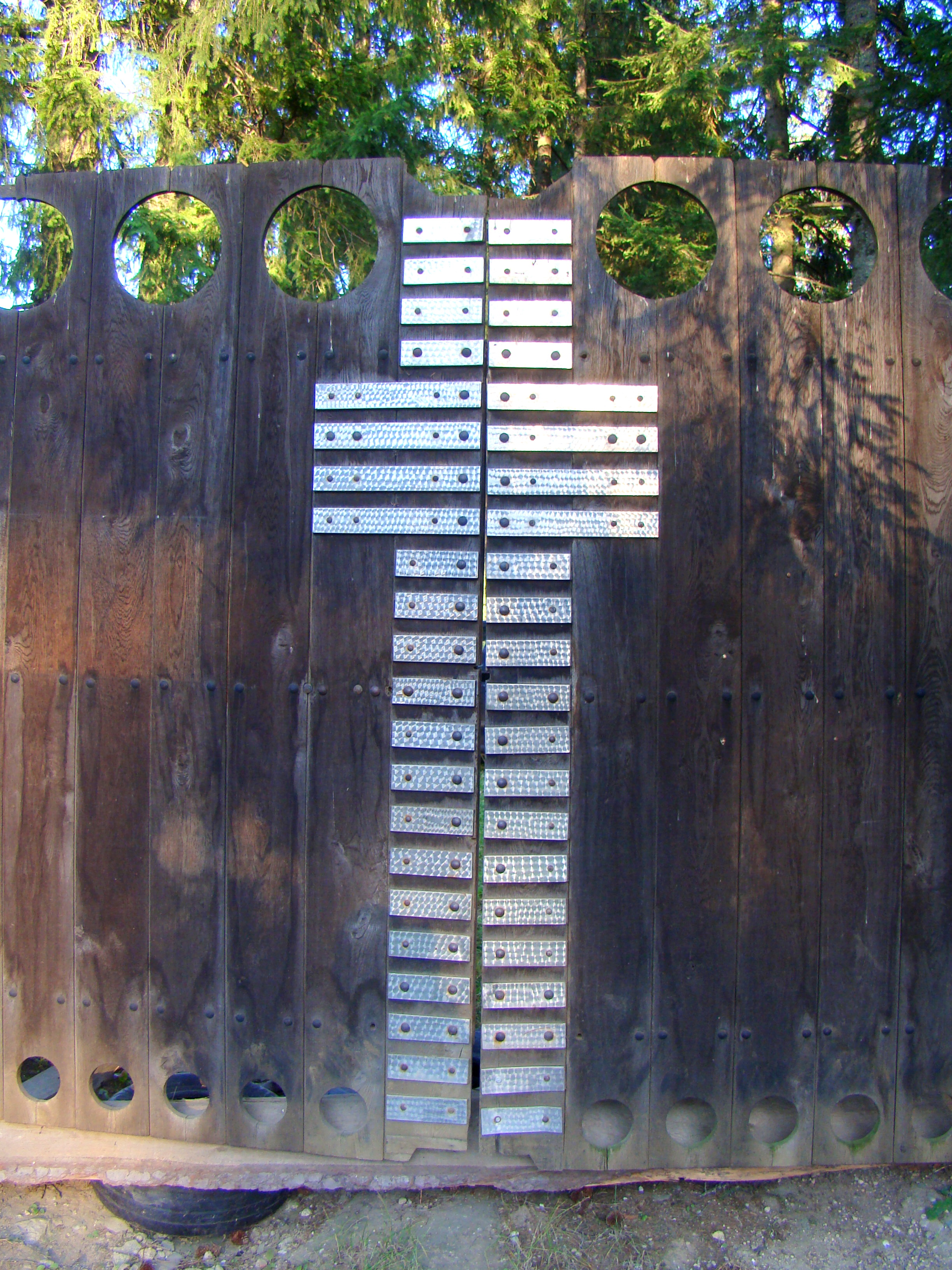
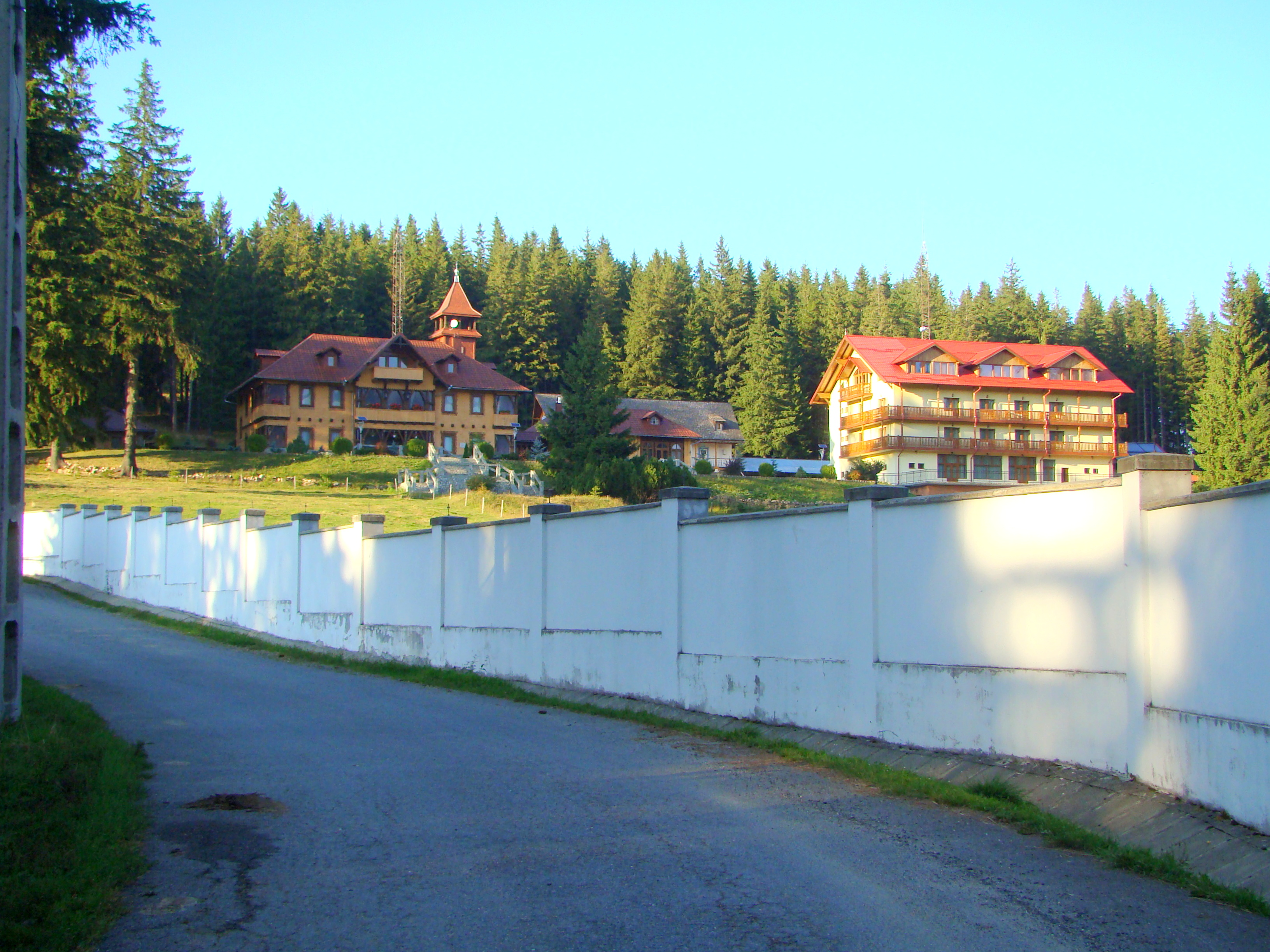
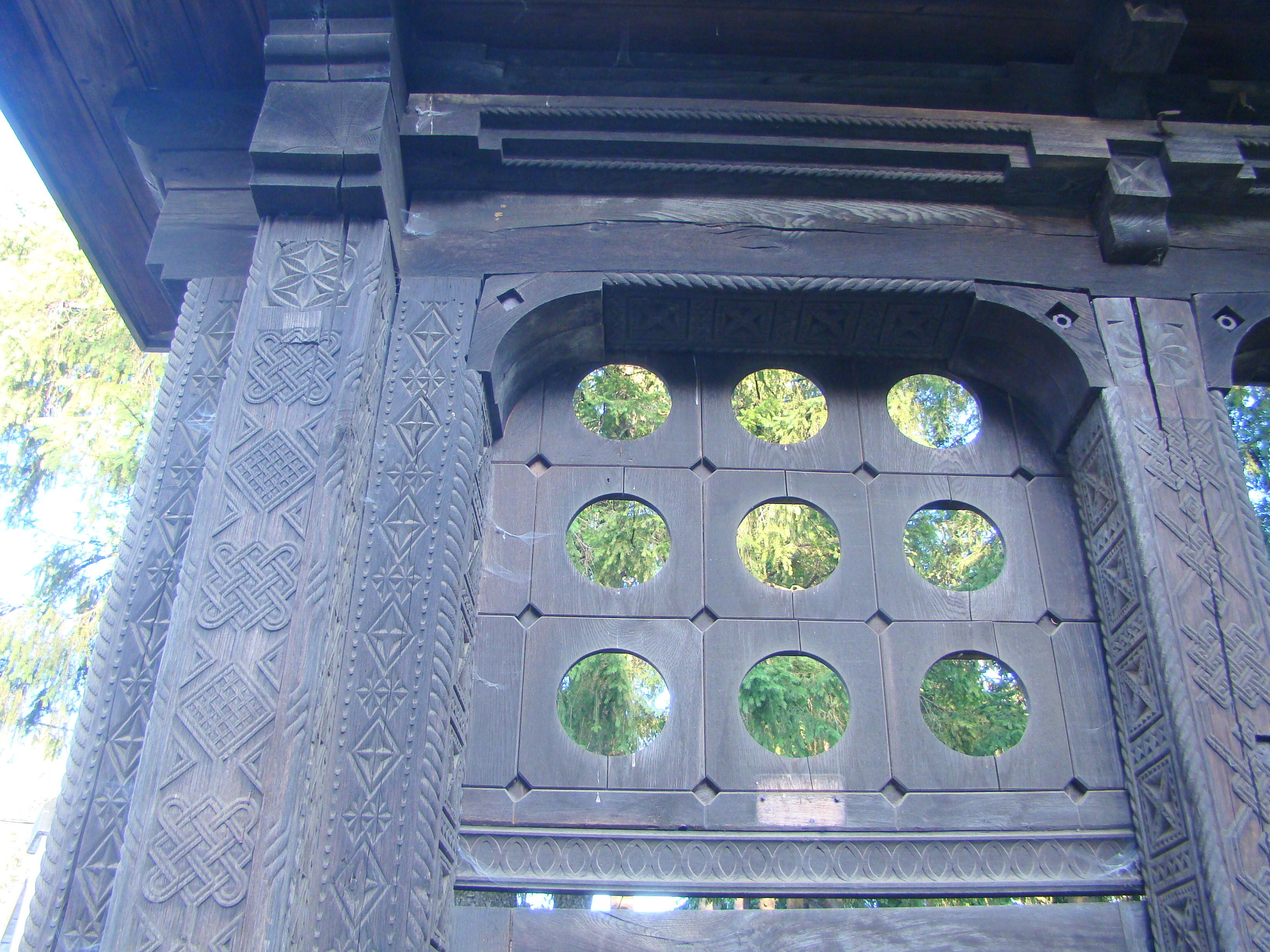
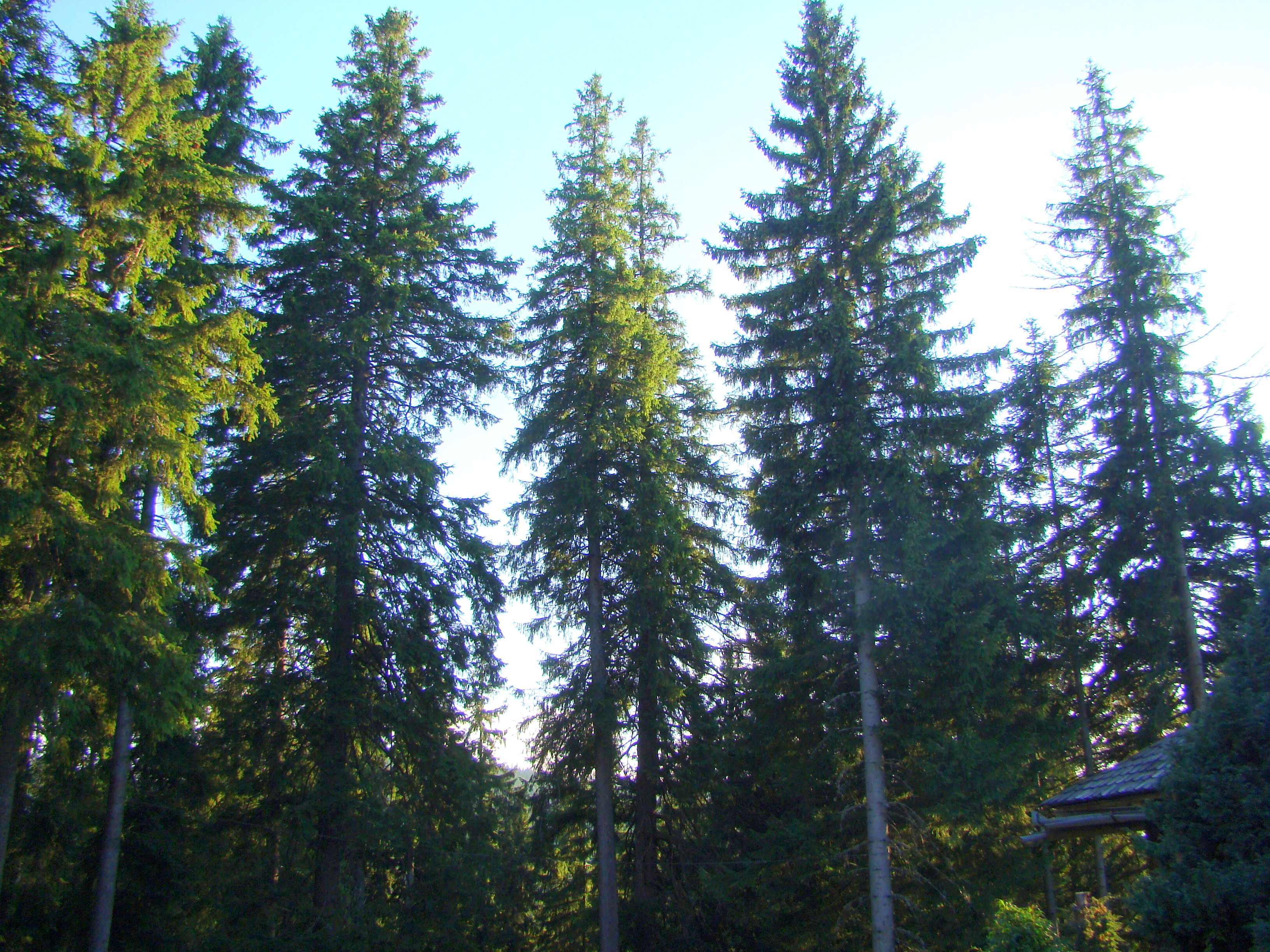
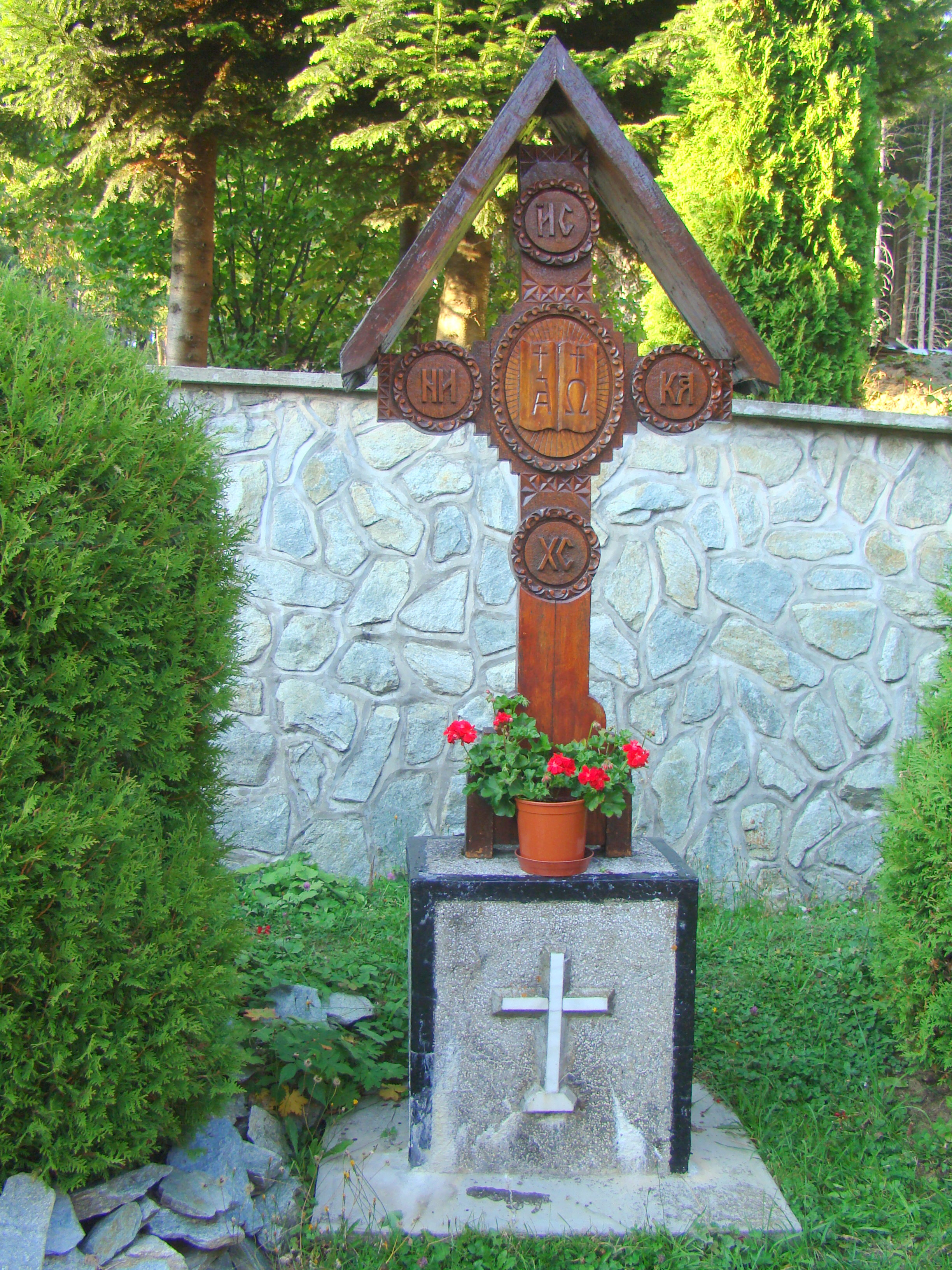
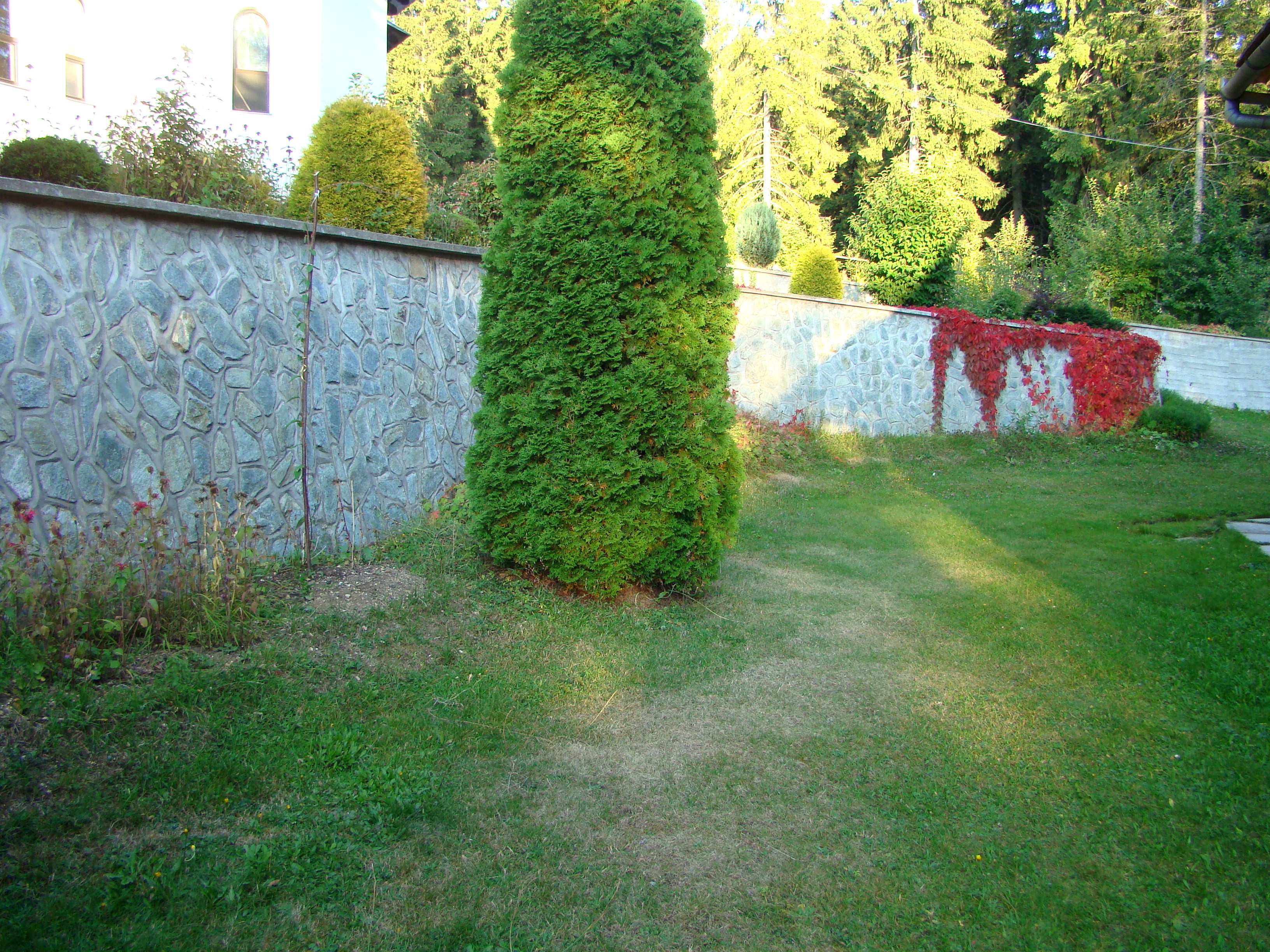
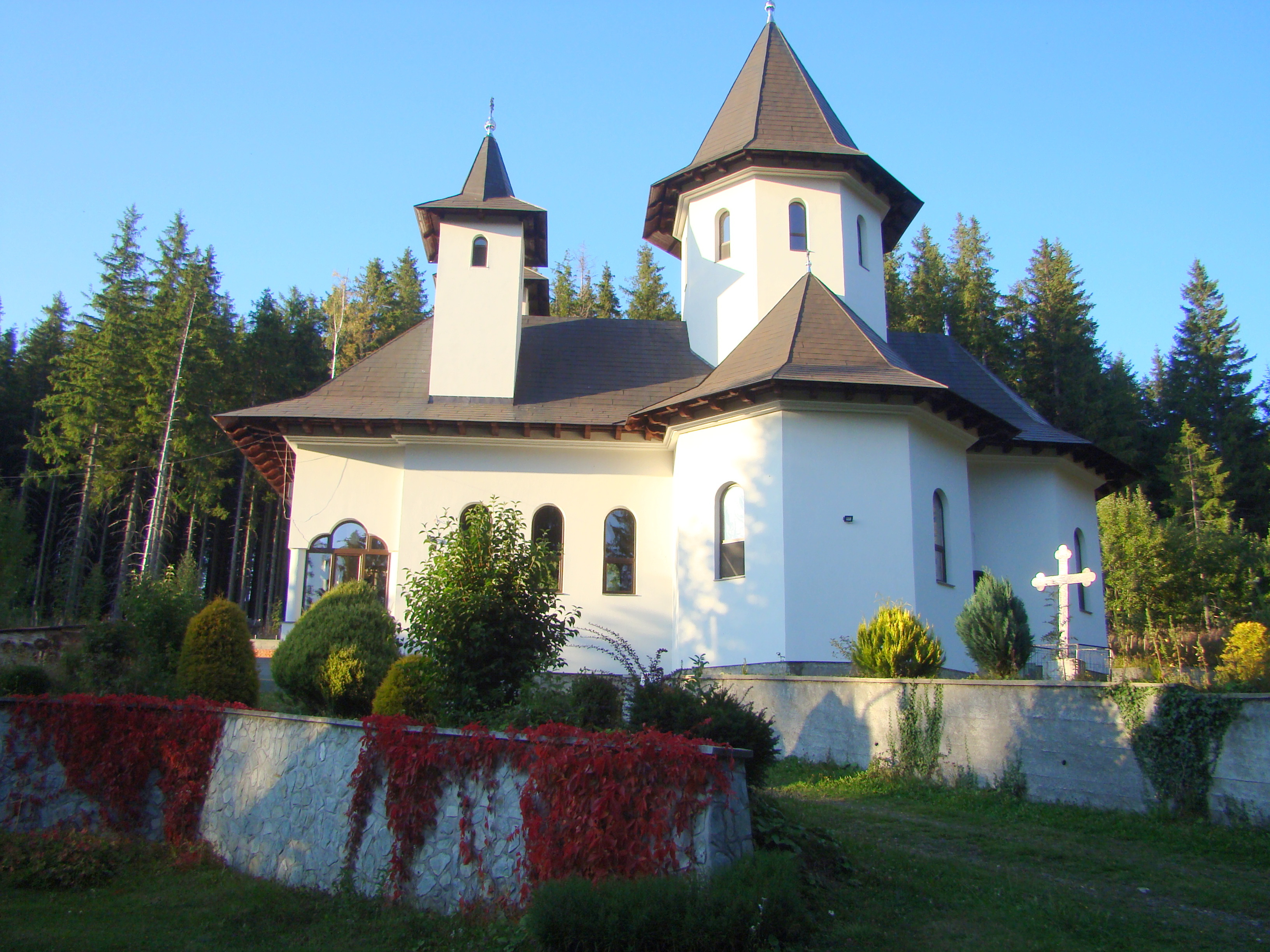
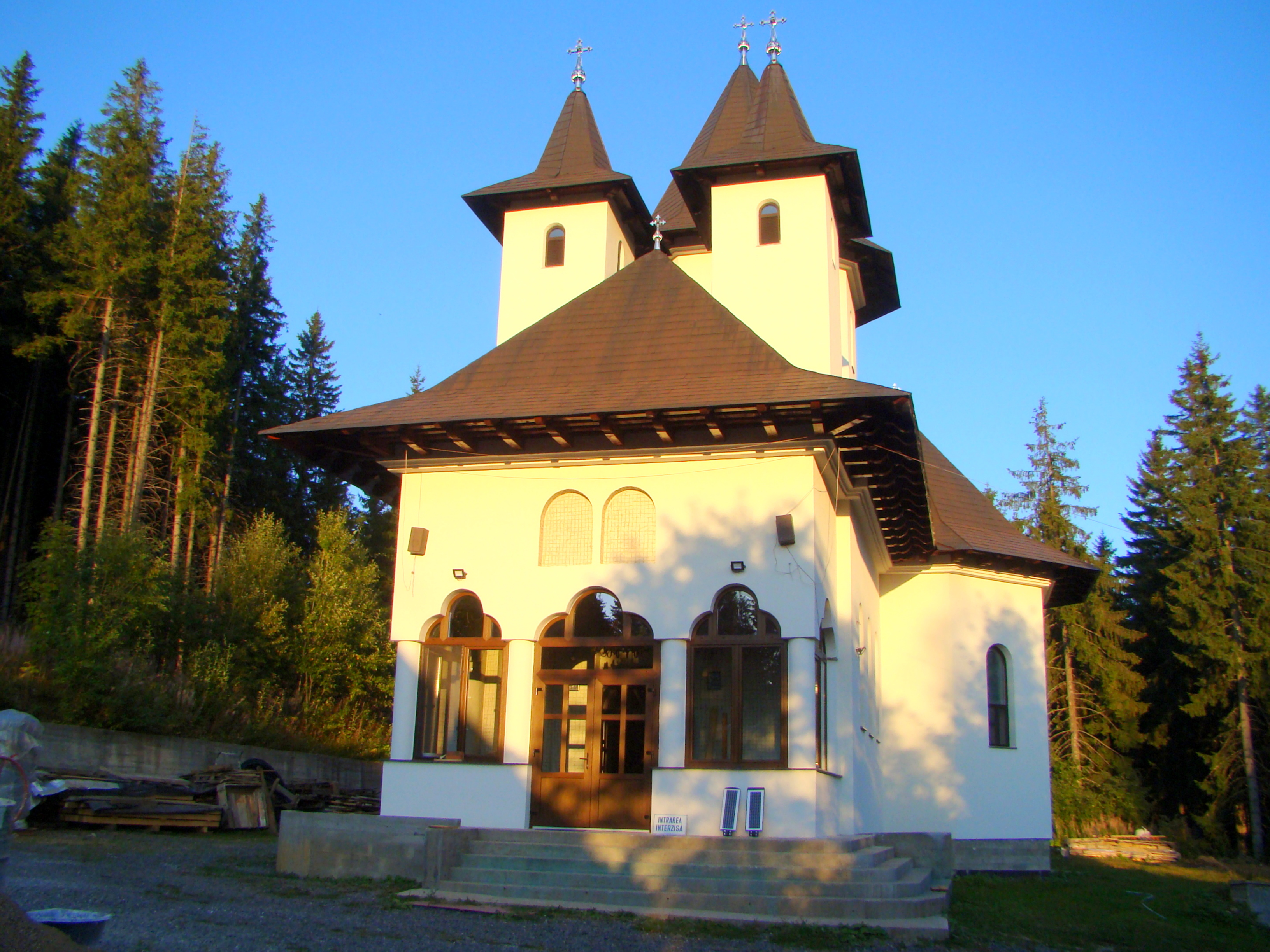
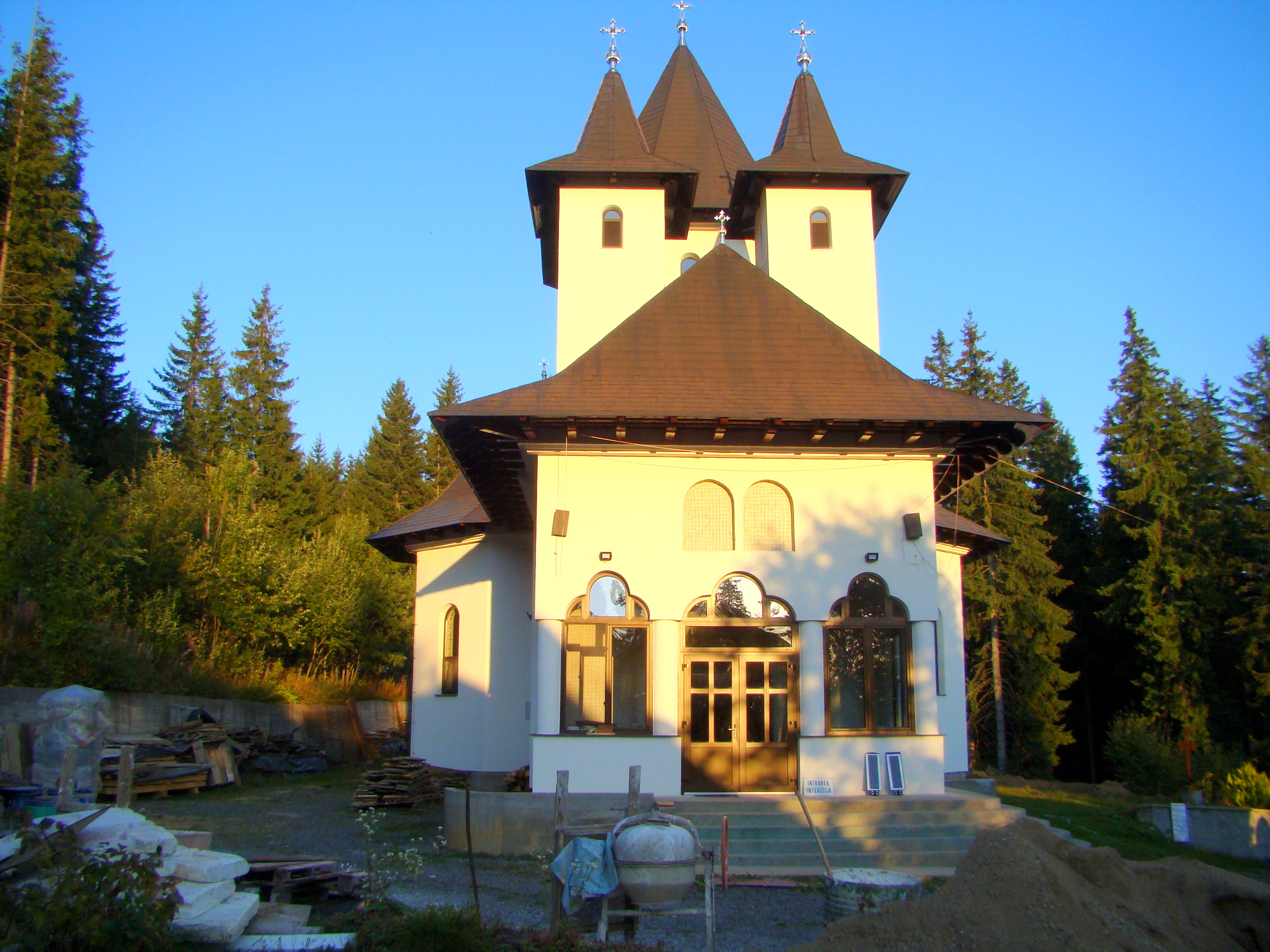
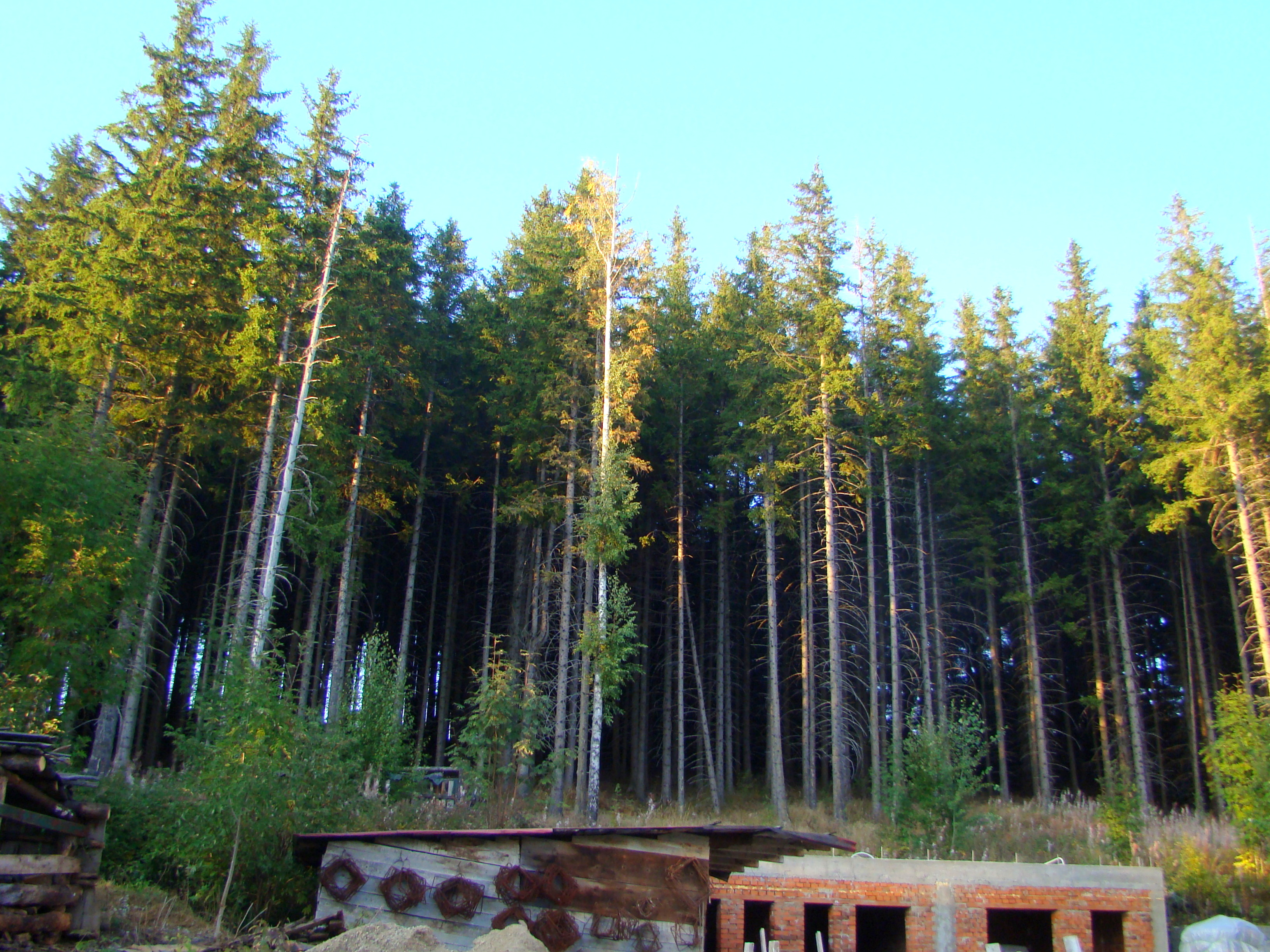
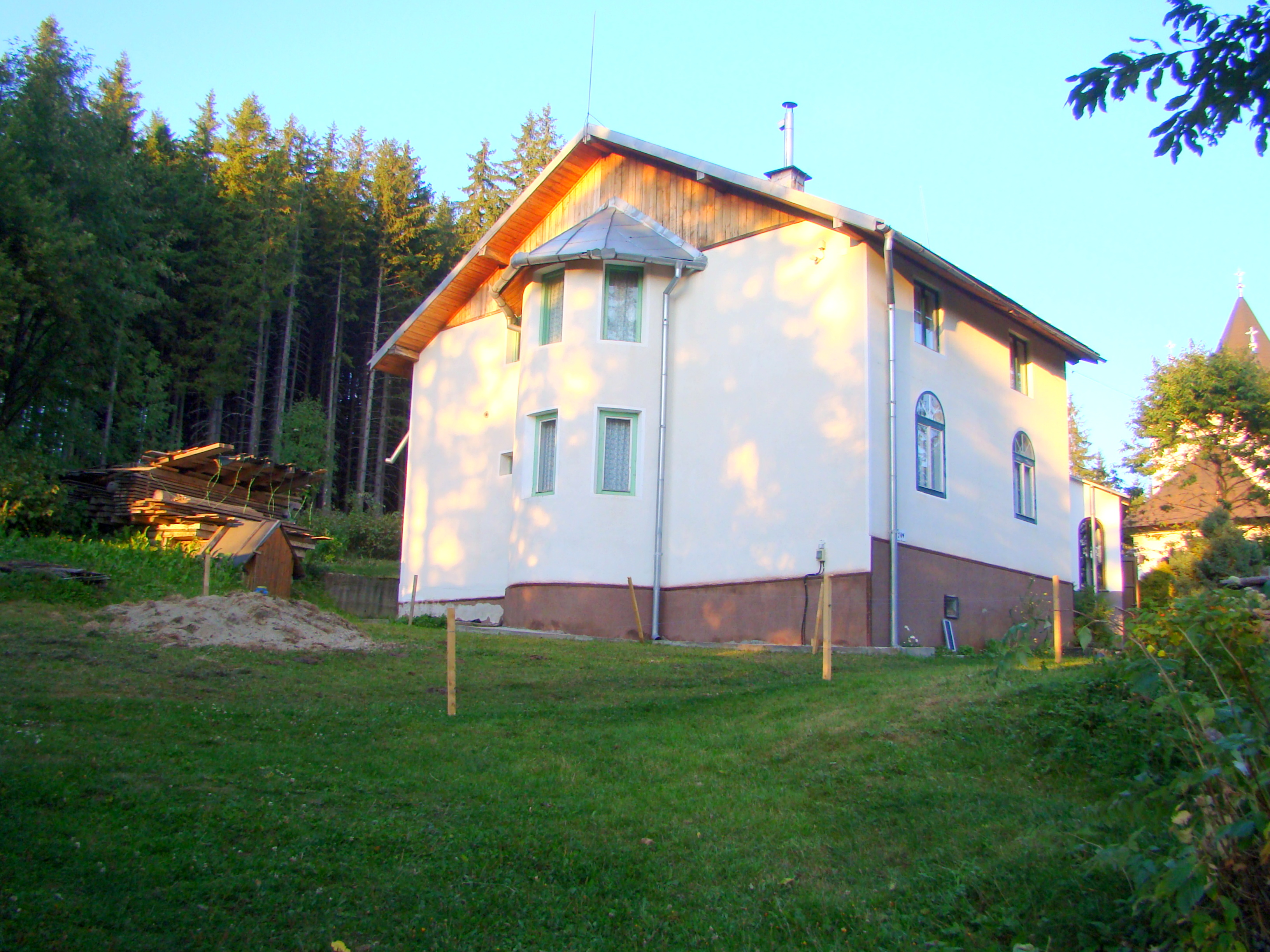
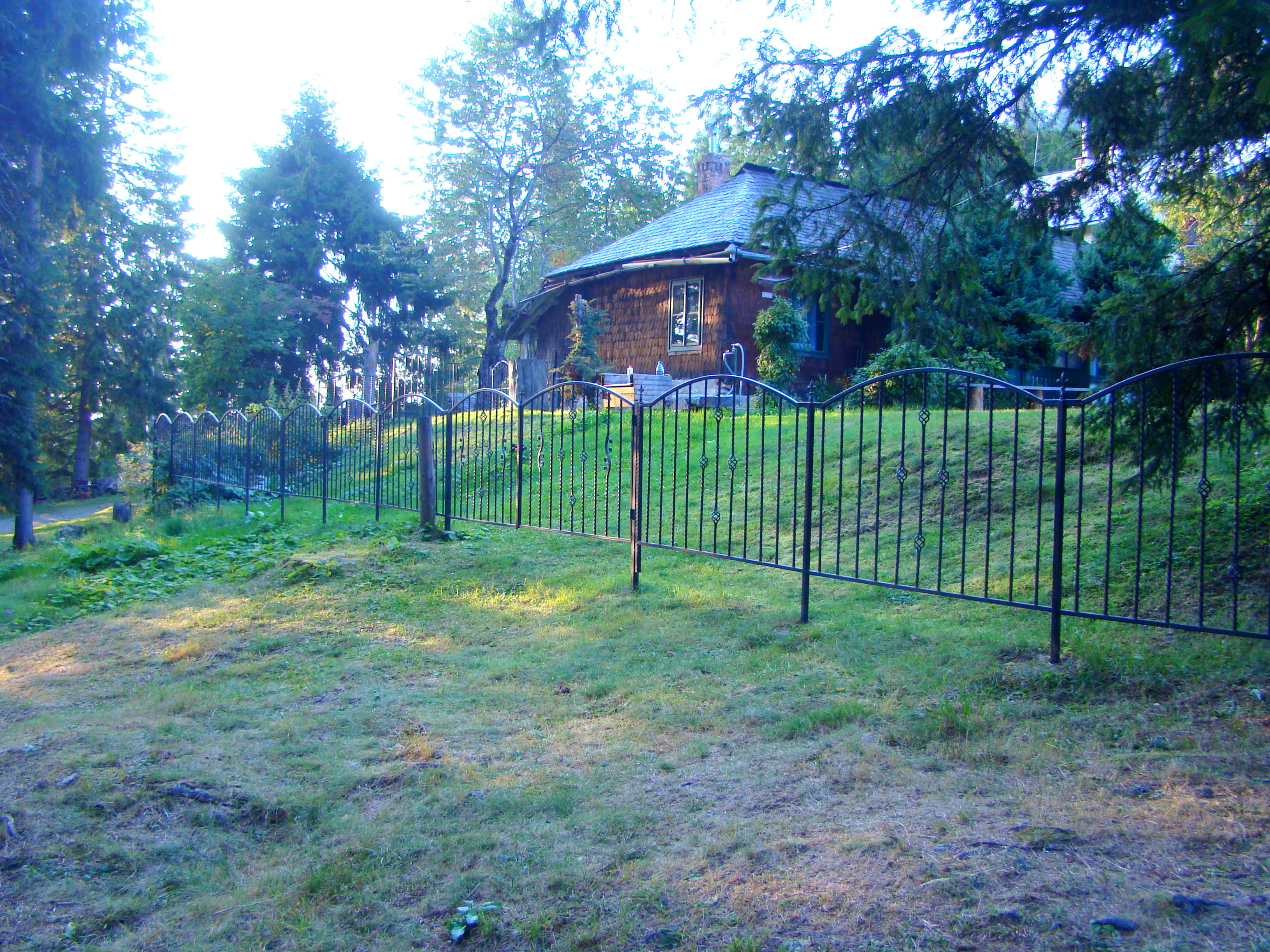
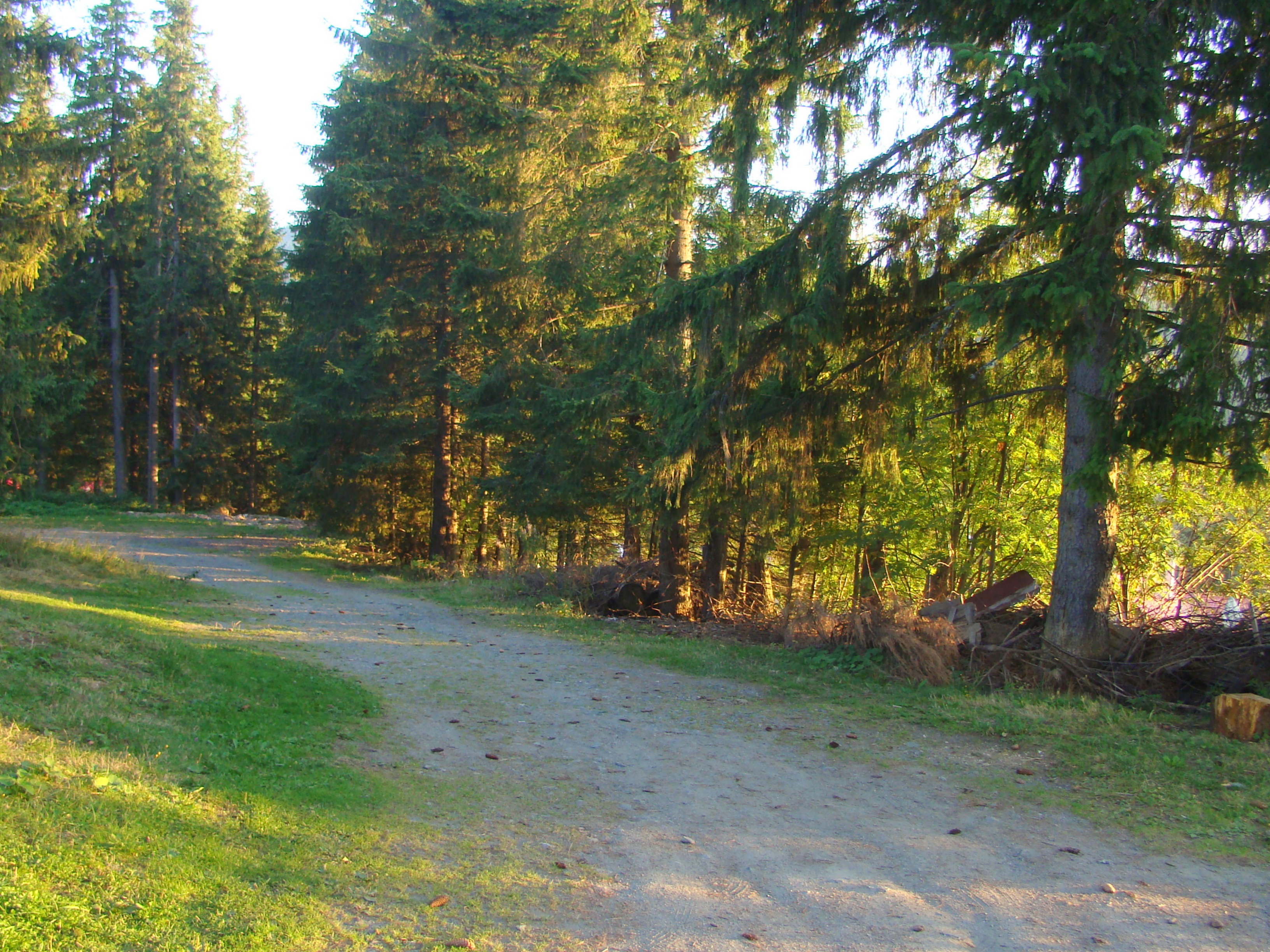
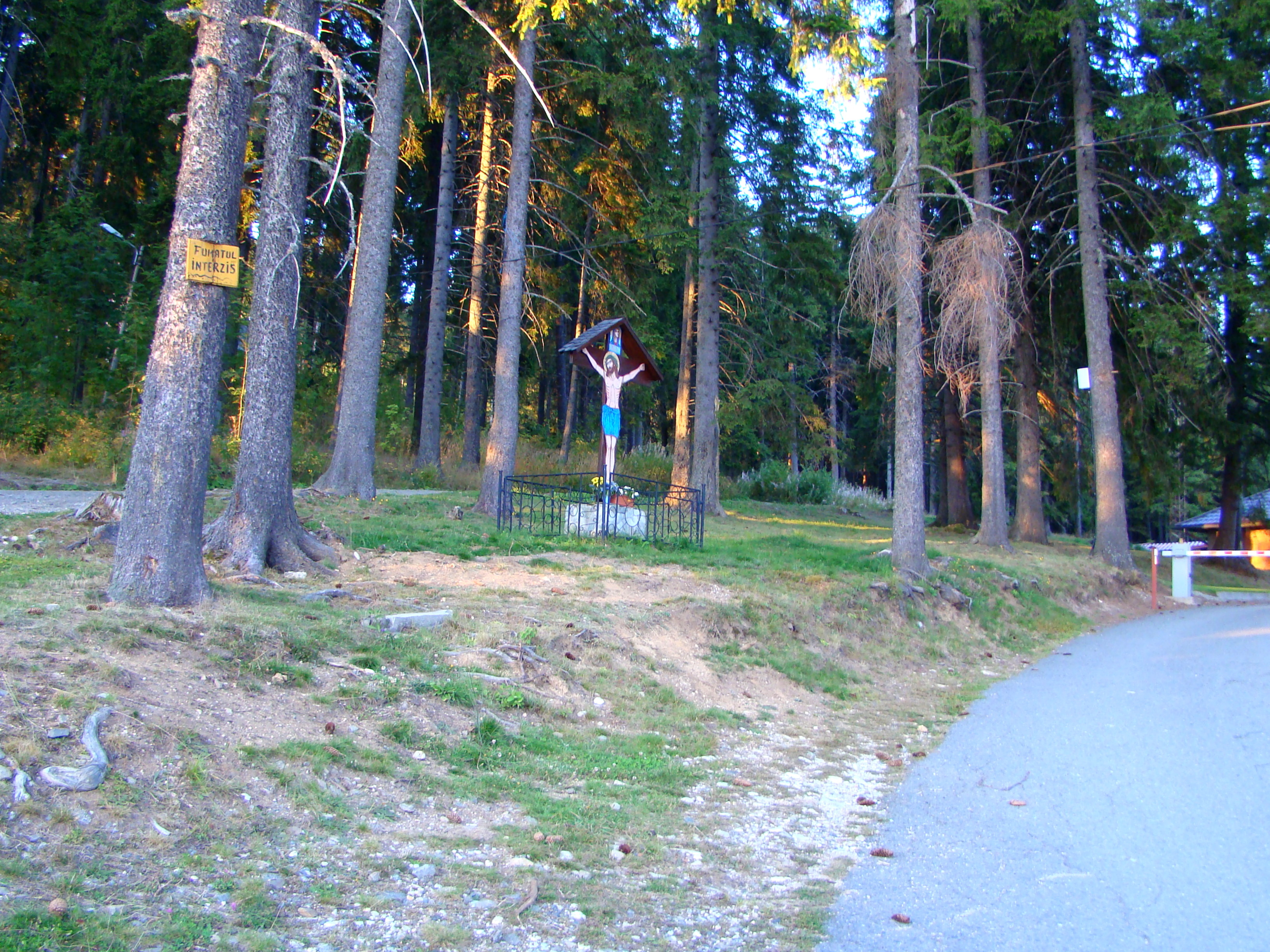
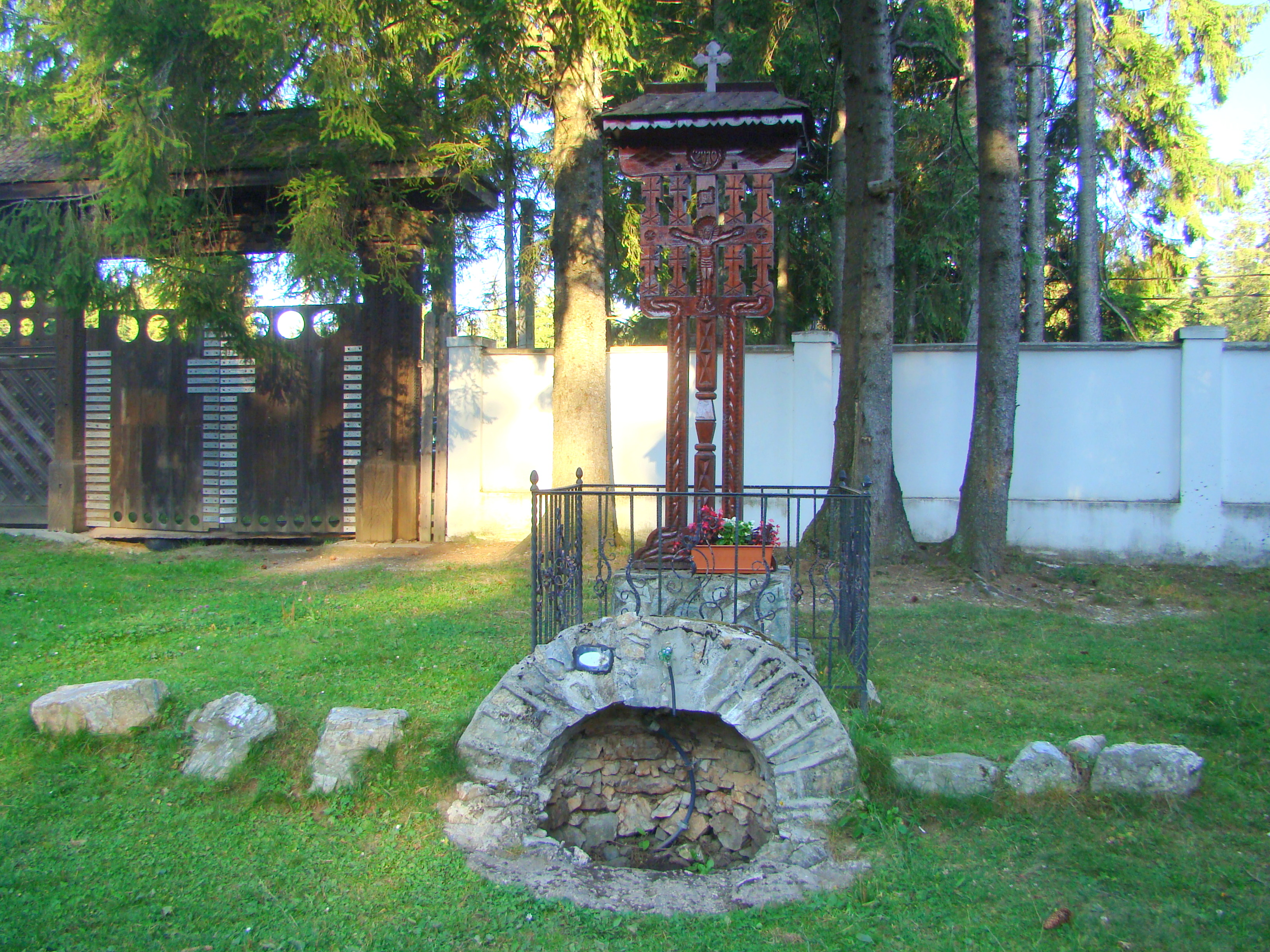